# Le Trou noir
Vous lisez un « article de qualité » labellisé en 2022.
Pour les articles homonymes, voir Trou noir (homonymie).
Pour plus de détails, voir Fiche technique et Distribution.
Le Trou noir (The Black Hole) est un film de science-fiction américain de Gary Nelson, produit par la Walt Disney Productions et sorti en 1979. Avec un budget dépassant les 20 millions de dollars américains, il est officiellement une réponse du studio Disney à la déferlante La Guerre des étoiles (1977) parmi plusieurs productions à gros budgets de la fin des années 1970 sur le thème de l'espace comme Star Trek, le film (1979).
Le film présente plusieurs scientifiques à bord d'un vaisseau spatial d'exploration, le Palomino. Ils détectent un trou noir près duquel se trouve un autre vaisseau plus ancien porté disparu depuis une vingtaine d'années, le Cygnus. Le Palomino ayant subi des avaries, son équipage est accueilli à bord du mystérieux Cygnus qui n'abrite qu'un homme, un scientifique dont le rêve est de traverser le trou noir.
Le studio utilise toutes ses ressources et compétences, que ce soit en animation ou en effets spéciaux avec par exemple Peter Ellenshaw expert en matte painting ou en concevant un système informatisé nommé ACES similaire au Dykstraflex de Star Wars. Pour l'aspect spatial, le studio recrute des consultants comme l'astronaute Gordon Cooper, alors employé de WED Entreprises division chargé des attractions Disney, et des dessinateurs industriels spécialisés. Pour toucher un public plus adulte, le studio engage une distribution de vétérans mais cela lui sera reproché. En raison de son contenu, le film est catalogué avec un « Accord parental souhaitable » (PG), l'un des premiers pour le studio, et le public potentiel s'en trouve réduit. Ainsi, le film ne parvient pas à attirer le public escompté et le studio ne rentre pas dans ses frais.
La critique reconnait presque unanimement la prouesse technique mais le scénario et la distribution sont fortement critiqués. Le film devait être un grand coup pour redorer le blason du studio et changer des films d'animations et des comédies familiales. Au même moment, les autres studios produisent des films de science-fiction avec plus de succès et comme ce film se classe dans un genre inhabituel pour Disney, plusieurs critiques considèrent que le studio n'arrive pas à se départir de son image familiale. La sortie du film marque un important tournant dans l'histoire des studios Disney, mais aussi de l'entreprise Disney, pour la période de 1973 à 1988. Il s'inscrit comme le dernier film de l'ancienne garde d'un studio considéré comme endormi depuis le décès de Walt Disney en 1966 avant son réveil mené par une nouvelle direction arrivée en 1984 et dont les premiers fruits marquent le « Second Âge d'or » aussi appelé la « Renaissance Disney ». Peter Ellenshaw le considère comme son chant du cygne.

## Synopsis

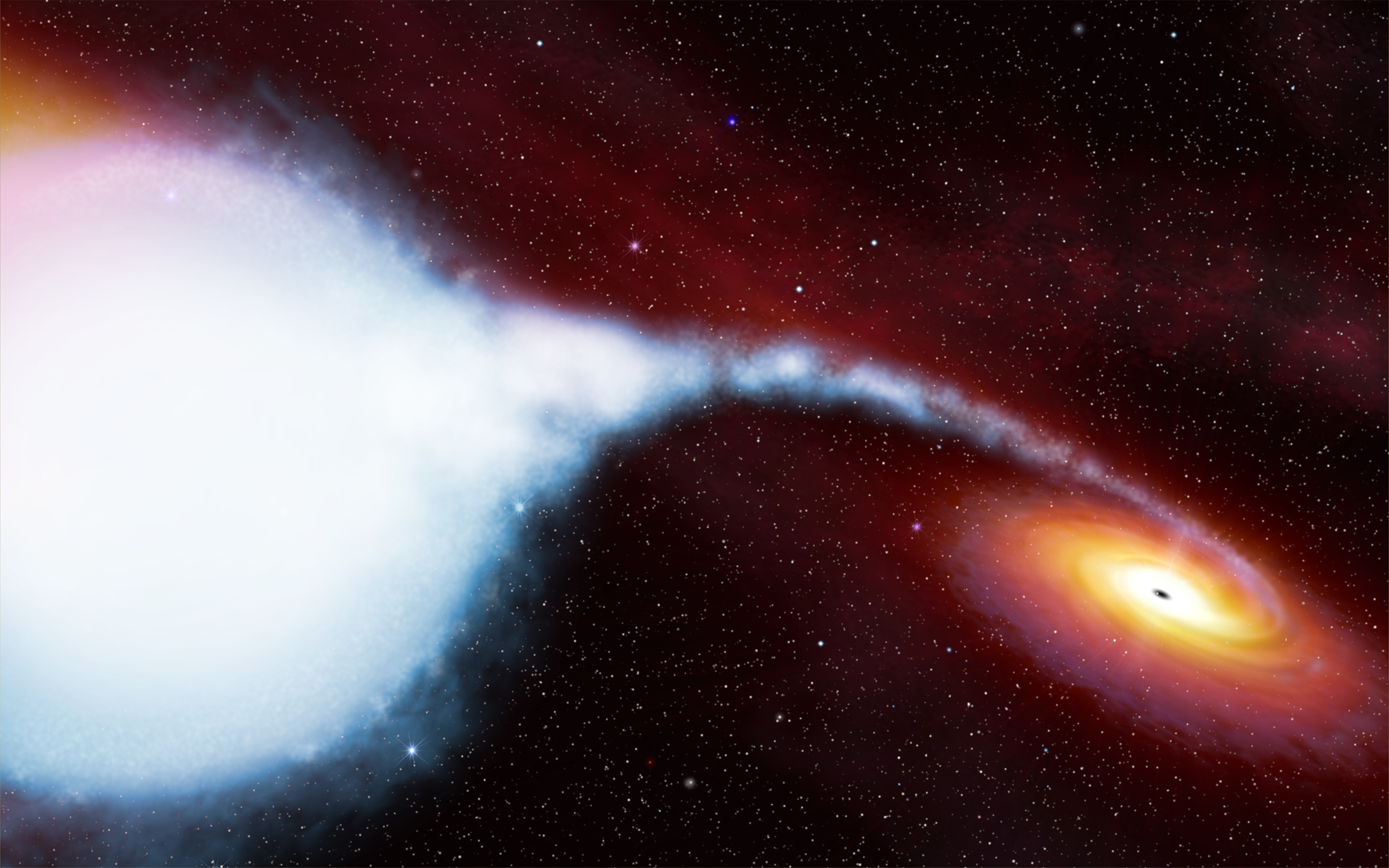
Vue d'artiste du trou noir Cygnus X-1 découvert en 1971.

En 2130, un vaisseau spatial d'exploration, l'USS Palomino découvre un trou noir près duquel se trouve un vaisseau perdu, l'USS Cygnus, en orbite sur son horizon. Le Palomino a, à son bord, le capitaine Dan Holland, le lieutenant Charles Pizer, les docteurs Kate Mac Crae et Alex Durant, et Harry Booth, accompagnés du droïde Vincent 396 (VINCENT), un robot de la classe Carré. En approchant du Cygnus, le Palomino est attiré par le trou noir et subit des avaries. L'équipage se résout à accoster le Cygnus et à l'explorer. C'est alors qu'il s'éclaire soudainement.
Une fois posé, les membres d'équipage sont accueillis singulièrement par des lasers qui les désarment puis en rejoignant la tour de contrôle, par Hans Reinhardt, le commandant du vaisseau et aussi scientifique. Celui-ci les informe que l'équipage est reparti depuis longtemps vers la Terre et qu'il ne vit qu'avec ses droïdes. Ayant mis au point un système antigravitationnel, il maintient le Cygnus en orbite périphérique. Il révèle son ambition de passer au travers du trou noir. Ceci provoque l'admiration du Dr Alex Durant.
Reinhardt leur permet de réparer leur vaisseau et leur adjoint Maximilian, un robot blindé ayant des broyeurs au bout des bras, et âme damnée du maître des lieux. Pendant ce temps, VINCENT fait la connaissance d'un de ses semblables, BOB, lequel a reçu maints sévices des robots créés par Reinhardt. Celui-ci révèle le terrible secret qui entoure le vaisseau. Reinhard a refusé de déférer à l'ordre de Washington de retourner sur Terre, a tué le père du docteur Kate Mac Crae et a réduit en esclavage les membres de l'équipage.
VINCENT rappelle l'équipage au Palomino en communiquant par télépathie avec Mac Crae. Cette dernière reste avec Durant et Reinhardt. Pendant ce temps, Reinhardt a donné ses ordres pour entrer dans le trou noir dès le retour d'une sonde envoyée en périphérie du vortex. Par la suite, VINCENT explique, par les mêmes voies, la vérité à Kate qui en informe Durant. Celui-ci enlève le masque d'un humanoïde du Cygnus et aperçoit le visage moribond d'un homme. Reinhardt démasqué, Maximilian tue Durant sans l'autorisation de son maître. Kate est faite prisonnière pour subir le même sort que les hommes du Cygnus. Reinhardt donne l'ordre d'éliminer le reste de l'équipage, lequel parvient néanmoins à délivrer Kate.
Pendant ce temps Pizer et Booth à bord du Palomino partent au secours de l'équipage en détresse. Booth fait semblant d’être blessé afin de se sauver seul avec le Palomino. Trahissant ses compagnons, il décolle, mais Reinhardt fait tirer sur le vaisseau. Le Palomino, endommagé, s’écrase sur le Cygnus.
Une pluie de météorites, attirée par la gravité, dépasse alors le Cygnus, provoquant des dommages irréversibles et tuant Reinhardt, écrasé par un panneau métallique. Aucun de ses androïdes ne bouge pour le sauver, programmés qu'ils sont à exécuter leurs tâches et rien d'autre. Maximilian, devenu incontrôlable, refuse de secourir son maître puis part vers la sonde, seul moyen de s'échapper de cet enfer métallique.
L'équipage du Palomino, abandonné par Booth, se dirige aussi vers cette sonde et rencontre Maximilian dans la confrontation finale. Le robot provoque des dégâts irréversibles à BOB, mais VINCENT désactive ses lasers puis se confronte au colosse métallique et réussit à le mettre finalement hors service en perçant un trou dans sa poitrine. Il rejoint les rescapés dans la sonde. Cette dernière leur réserve des surprises. Programmée pour l'angle d'attaque du vortex, elle fonce droit vers le trou noir.
L'équipage se remémore les événements récents sous l'effet de la gravitation. Dans une séquence, Reinhardt paraît en vie et rencontre Maximilian pour ne faire plus qu'un, se trouvant désormais dans sa carcasse. Suit une vision ressemblant à un univers infernal avec Maximilian en haut d'un rocher. Des formes humanoïdes du Cygnus marchent dans cet endroit. Par la suite apparaît une sortie lumineuse de cet enfer et l'équipage passe sous les voûtes cristallines d'arcs brisés de style gothique, rappelant la nef d'une église, pour sortir du vortex. La sonde se dirige vers une planète qui occulte une étoile comme une éclipse solaire, laissant derrière elle un amas circulaire de poussières et de gaz rappelant la naissance d'une étoile.

## Fiche technique
- Titre d’origine : The Black Hole ;
- Titre français : Le Trou noir ;
- Réalisation : Gary Nelson assisté de Tom McCrory, Joseph P. Moore (second assistant), Christopher D. Miller (second assistant) ;
- Scénario : Jeb Rosebrook, Bob Barbash, Richard H. Landau ;
  - Adaptation : Jeb Rosebrook, Gerry Day ;
- Musique : John Barry ;
- Direction artistique : John B. Mansbridge, Al Roelofs, Robert T. McCall, Thomas Baker (générique), Barry Seybert (dessin générique) ;
- Photographie : Frank V. Phillips ;
  - Composition optique : Eustace Lycett ;
  - Coordination optique : Robert Broughton ;
- Décors : Peter Ellenshaw ;
- Costumes : Bill Thomas (conception), Chuck Keehne (supervision) ;
- Effets spéciaux : Harrison Ellenshaw (artiste matte), David Mattingly (assistant matte artiste), Constantine Ganakes (assistant matte artiste), Joe Hale (animation) ;
- Effets mécaniques : Danny Lee (supervision), George F. McGinnis (conception des robots) ;
  - Robot Sentry : Tommy McLoughlin (coordination) ;
- Miniatures :
  - Photographie des effets spéciaux : Automatic Camera Effects Systems (A.C.E.S.) ;
  - Maquettes : Terence Saunders ;
  - Effets de miniatures : Peter Ellenshaw (création et supervision), Ed Sekac, Arthur Miller ;
  - Photographie des miniatures : Art Cruickshank opérée par Bill Kilduff, Robert R. Wilson ;
  - Effets spéciaux miniatures : Mike Edmonson ;
- Ingénieurs du son : Herb Taylor (supervision), Henry A. Maffett (mixage) ;
  - Effets spéciaux sonores : Ben F. Hendricks, William J. Wylie, James MacDonald, Stephen Katz (additionnel) ;
  - Montage des effets sonores : George Fredrick, Joseph Parker, Wayne Allwine, Louis Terrusa, John J. Jolliffe ;
  - Réenregistrement : John Van Frey, Nick Alphin, Frank C. Regula, Bob Hathaway ;
- Animation : Dorse A. Lanpher, Ted C. Kierscey ;
- Illustration : Fred Lucky, Gene Johnson, Robert Ayres, Leon R. Harris ;
- Maquillage : Robert J. Schiffer (supervision) ;
- Montage : Gregg McLaughlin (image), Evelyn Kennedy (supervision musique), Helen Sneddon (musique), Dan Wallin (mixage des pistes), Nicholas Vincent Korda (assistant image) ;
- Production : Ron Miller, John D. Bloss (directeur), Christopher Seiter (responsable de production), Stephen McEveety (assistant) ;
- Société de production : Walt Disney Productions ;
- Société de distribution : Buena Vista Distribution ;
- Budget : 20 000 000 $ (estimation) ;
- Pays de production :  États-Unis ;
- Langue originale : anglais ;
- Format : couleur par Technicolor — Technovision :
  - Version 35 mm — 2.35:1 — Son Dolby ;
  - Version 70 mm — 2.20:1 — Son Stéréo 6 pistes et Technovision[1] ;
- Genre : Films de science-fiction, Science-fiction, Aventure ;
- Durée : 98 minutes ;
- Dates de sortie :
  - Royaume-Uni : 18 décembre 1979 (avant-première à Londres) ;
  - États-Unis : 20 décembre 1979 (avant-première) ; 21 décembre 1979 ;
  - France : 3 octobre 1980.

Sauf mention contraire, les informations proviennent des sources concordantes suivantes : Cinefantastique, Mark Arnold et IMDb.

## Distribution
- Maximilian Schell (VF : Jacques Thébault) : le docteur Hans Reinhardt ;
- Anthony Perkins (VF : Jean-Pierre Leroux) : le docteur Alex Durant ;
- Robert Forster (V.F. : Bernard Woringer) : le capitaine Dan Holland ;
- Joseph Bottoms (VF : Gilles Guillot) : le lieutenant Charles Pizer ;
- Yvette Mimieux (VF : Francine Vendel) : le docteur Kate Mac Crae ;
- Ernest Borgnine (VF : Jean Violette) : Harry Booth ;
- Tom McLoughlin : le capitaine S.T.A.R. (Special Troops/Arms Regiment) ;
- Roddy McDowall (voix) (VF : Pierre Trabaud) : VINCENT (non crédité) ;
- Slim Pickens (voix) (VF : Henri Labussière) : BOB (non crédité) ;
- Gary Nelson : l'homme au masque enlevé.

Sauf mention contraire, les informations proviennent des sources concordantes suivantes : Cinefantastique, Mark Arnold et IMDb.

## Production
Dès le début, le studio prévoit d'en faire une superproduction et lève tous les obstacles (internes) allant jusqu'à embaucher des talents de premier ordre. Gary Nelson explique que c'est à l'initiative de Ron Miller, gendre du défunt Walt Disney et PDG de la compagnie Walt Disney Productions, que le studio se lance dans la production de films innovants comme celui-ci ou Tron (1982).

### Développement du scénario
Paul Sammon, dans le dossier consacré au film publié dans le magazine Cinefantastique au printemps 1980, explique que deux scénaristes aux visions antithétiques ont participé à la création du film Le trou noir.

#### Premiers scénarios

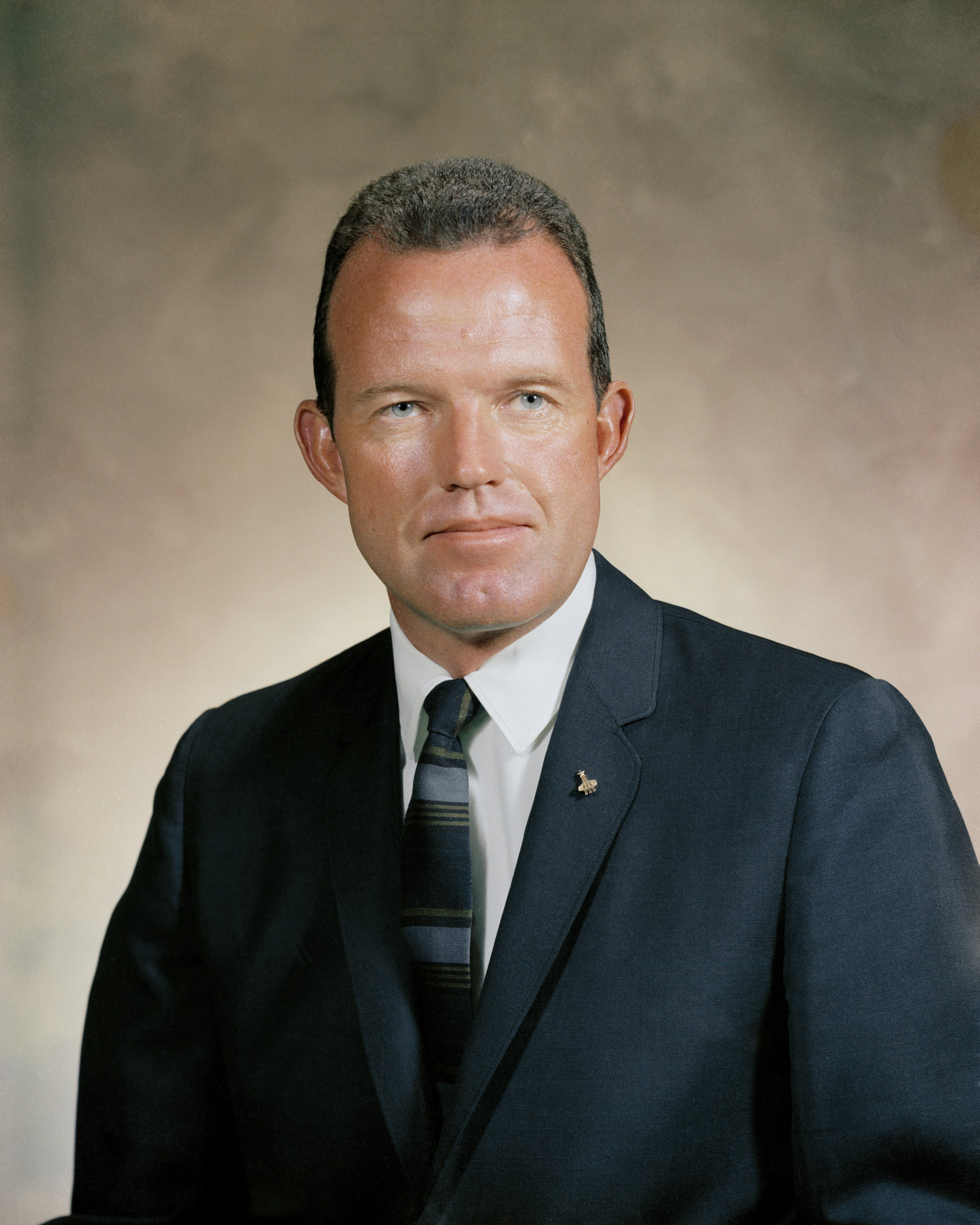
Portait de Gordon Cooper en 1976. Bref consultant sur le film, employé de Disney et ancien astronaute.

Le premier scénariste est Frank Paris, arrivé au studio en 1969 après une carrière à la télévision sur la série Gunsmoke et responsable éditorial des scénarios depuis 1972. En janvier 1974, Paris est approché par les freelances Bob Barbash et Richard Landau qui lui proposent un scénario intitulé Space Station 1,. Un projet préliminaire date de février 1974 dans un style film catastrophe spatial proche de ceux produits par Irwin Allen,,. Venus avec juste une esquisse de station orbitale, ils proposent une version dans l'espace de L'Aventure du Poséidon (1972). La station devait être percutée par l'onde de choc d'une supernova et l'équipage devait retourner sur Terre, un film catastrophe cosmique. Ron Miller demande à Barbash et Landau de développer leur idée et assigne Winston Hibler à la supervision, malgré son départ à la retraite proche. Hibler et les deux scénaristes reviennent avec l'idée d'un trou noir et à l'automne 1974 cet élément devient central pour l'histoire. À cette période, l'entreprise Disney compte parmi ses employés l'ancien astronaute Gordon Cooper qui occupe le poste de vice-président de la recherche et du développement chez WED Entreprises et qui est consulté pour le film.
Quelques mois plus tard, Hibler n'est pas satisfait du travail du duo et cherche un autre scénariste, nommant William Wood, auteur par la suite du téléfilm Autoroute pour la mort (1979). Mais le travail de Wood n'est pas satisfaisant non plus et comme Hibler prend sa retraite, le studio décide de mettre en pause ce projet de film qui devient très coûteux. Il reste en pause pendant près d'un an, le temps que le cycle des films catastrophes atteigne son apogée avec La Tour infernale (décembre 1974).
Le projet rebaptisé Space Probe 1 ne redémarre qu'à l'hiver 1975 avec Ron Miller qui fait revenir Hibler au studio pour faire avancer le projet et le sortir de sa phase d'écriture du scénario. Hibler persuade Miller de faire intervenir des illustrateurs, et propose Robert T. McCall. C'est un ingénieur qui a entre autres, travaillé pour la NASA. Fin octobre 1975, Bob McCall est convié par le directeur artistique John B. Mansbridge et Winston Hibler sur le projet Space Probe 1 alors qu'il travaillait sur une fresque spatiale pour la Smithsonian Institution à Washington nommée A Cosmic View, œuvre achevée en 1976 pour l'ouverture du National Air and Space Museum. McCall accepte de travailler sur le projet une fois la fresque achevée et contre une rétribution, s'installant à Los Angeles pour six mois à partir de mars 1976, travaillant avec Barbash et Landau. McCall précise qu'à cette époque aucun réalisateur n'était assigné au film alors encore cantonné au genre film catastrophe. Au bout de trois mois, vers juin 1976, le réalisateur John Hough rejoint l'équipe après avoir fini La Montagne ensorcelée (1975). Hough fait intervenir un nouveau scénariste, Summer Arthur Long mais le résultat n'est pas celui attendu, trop proche de La Tour infernale alors que l'engouement pour ce genre de films s'est essoufflé depuis deux ans. McCall précise que peu de ses œuvres sont apparues à l'écran. On lui doit des concepts de l'intérieur du vaisseau Cygnus alors baptisé Centaurus dont la configuration est très proche du résultat final, du Palomino et du robot V.I.N.CENT . McCall ajoute que la principale différence pour le Cygnus provient d'un souhait de Peter Ellenshaw d'avoir un aspect extérieur différent, une surface translucide en filigrane. McCall réalise près de 100 illustrations de préproduction. Son design de V.I.N.CENT était plus gracieux et ressemblait plus à ce qui a finalement été appelé le robot Maximillian, un robot lévitant, ce que McCall nomme planeur.
Par la suite, Peter Ellenshaw, artiste de matte painting, est choisi comme concepteur de production. Miller fait rencontrer MCall et Ellenshaw, ce dernier avait réalisé quelques dessins de vaisseaux. Cette rencontre relance la production mais fait modifier en profondeur le scénario, rebaptisé Space Probe (« Sonde spatiale »),,. Gordon Cooper trouve a l'époque le principe du film intéressant au niveau spatial mais le projet n'a pris de l'envergure qu'avec l'arrivée d'Ellenshaw. MCall quitte le projet un mois après la nomination d'Ellenshaw.

#### Les deux scénarios de Rosebrook
En août 1976, le décès de Winston Hibler met presque un terme au projet, mais la quantité de travail déjà effectuée, l'arrivée de Hough et Ellenshaw convainquent Ron Miller de poursuivre le projet. Paris indique que le projet change et perd sa formule de film catastrophe. Entre octobre 1976 et janvier 1977, le scénariste Ed Coffey est associé au projet. Ensuite Jeb Rosebrook est appelé par Paris en janvier 1977 et avec l'aide de John Hough, il reprend le scénario à zéro conservant certains éléments et les personnages. C'est le premier travail de Rosebrook pour Disney. Rosebrook tente de reprendre le scénario existant alors de 125 pages mais il trouve qu'il y a beaucoup trop de personnages et que c'est la technologie ou les appareils qui font l'histoire. Il précise que le scénario qu'il reprend intitulé Probe One n'est pas celui de Barbash et Landau, l'équipe en place évoquant un scénario de Wood. Il passe beaucoup de temps à se documenter, principalement sur les trous noirs grâce aux travaux de Hawking et Jackson,. Rosebrook explique que pour les films de western ou de science-fiction, on introduit d'abord les personnages puis l'histoire. La version de Rosebrook, baptisée Space Probe One, supprime l'importante distribution des scénarios précédents au profit d'un nombre limité d'acteurs. Cette ébauche propose un nouvel aperçu de l'histoire supprimant des personnages et une toute nouvelle approche et est encore supervisée par John Hough avant son départ sur une autre production durant sept semaines.
Durant ce temps, John Hough travaille sur Les Visiteurs d'un autre monde (1978), la suite de La Montagne ensorcelée (1975). Mais Hough reçoit alors une offre pour réaliser La Cible étoilée (1978) et abandonne le projet Space Probe One tandis que Rosebrook a fini le script. John Hough refuse donc de réaliser le film. Le projet est officialisé en 1976, peu avant la sortie de La Guerre des étoiles. Le film est officiellement produit comme une réponse à la déferlante Star Wars et pour démontrer que les studios Disney peuvent rivaliser avec une nouvelle génération techniquement compétente et malgré ses techniques et ressources de la vieille école.
Rosebrook achève son premier scénario en juin 1977 et l'équipe décide d'ajouter des éléments dramatiques pour sortir du film catastrophe. Le trou noir devait être plus intégré au cœur de l'histoire.
Rosebrook produit par la suite un second scénario dans lequel le principe du film catastrophe est supprimé. Pour les deux scénarios, Rosebrook constate que le studio a l'intention de faire montre de ses talents dans le domaine des effets spéciaux. Rosebrook se souvient que les scénaristes comme lui s'absentaient six à huit semaines et revenaient pour confronter leur scénario avec l'équipe de production dont Peter Ellenshaw, Ron Miller et Chris Hibler, fils de Winston. À partir de l'été 1977 il a été convenu que cette méthode n'était plus la bonne, trois années avaient été perdues, et une nouvelle façon de travailler a été proposée et mise en place, avec des réunions hebdomadaires. Cette méthode a été appliquée de fin juillet à Noël 1977, période marquée par l'arrivée de Gary Nelson qui est nommé réalisateur. Nelson est un réalisateur reconnu depuis 1961. Nelson avait déjà travaillé pour Disney sur Un vendredi dingue, dingue, dingue (1976) mais jamais sur un film de science-fiction. Nelson refuse d'abord le script de 60 pages transmis en 1977 mais Ron Miller insiste. Nelson indique avoir commencé à travailler sur le projet fin novembre 1977 convaincu par le travail de Peter Ellenshaw.
Rosebrook achève ce second scénario avec Nelson en mars 1978 et le présente au chef de la production John Lofts qui propose ensuite un budget à Ron Miller. L'équipe passe une année à préparer le film dans les moindres détails principalement techniques afin d'éviter comme l'indique Gary Nelson, les problèmes de Star Trek, le film (1979) dans lequel les coûteux effets spéciaux ne fonctionnent plus après le départ des acteurs, ce qui ne permet pas les secondes prises.

#### Arrivée de Gerry Day
Le scénario de Rosebrook n'est cependant pas jugé satisfaisant et la scénariste de télévision Gerry Day est engagée par la direction pour le remanier. Paul Sammon précise que les altérations et omissions de Day par rapport au script de Rosebrook ont été assez importantes pour que la Writers Guild of America statue en sa faveur et impose sa présence dans les crédits du film. Sammon liste quelques exemples de modifications comme des propos de Pizer au début du film sur la solitude de passer Noël seul dans le mess du vaisseau avec une dinde déshydratée, scène coupée au montage. Une autre scène devait présenter V.I.N.CENT jouant dans une piscine avec un robot, remplacée par une scène de combat au pistolet laser contre un nouveau personnage nommé Capitaine STAR. Jeb Rosebrook indique qu'en octobre 1978, le scénario utilisé par la production était très proche du sien, avec la même structure, Gerry Day avait écrit dix ou quinze pages développant certaines scènes et personnages.
Tous les interviewés de Sammon sont d'accord qu'à cette période la scène culminante du film était encore assez floue. Rosebrook quitte le projet et avoue n'avoir pas vu le film en mars 1980. Rosebrook ne sait pas ce que Garry Nelson et Peter Ellenshaw ont fait des éléments qu'il avait laissés en partant. Frank Paris indique que le film est le résultat d'un effort coopératif et que seuls les scénaristes ont été crédités et payés pour l'écriture, sous-entendant que les autres membres de la production ne sont pas responsables du scénario final. Paris précise que Gerry Day a écrit une fin pour le film mais que la production n'était pas sûre de la faire et que ce sont Nelson et Ellenshaw qui l'ont modifiée pour en faire la scène finale du film. En 1978, au bout de quatre années, deux producteurs, deux concepteurs et six scénaristes, le film arrive à une étape importante : la mise en production avec le début du tournage, la distribution et son baptême.
La dernière version du script rebaptisée Le Trou noir est écrite par Jeb Rosebrook et Gerry Day et supprime les personnages inutiles, réduisant l'équipage du USS Palomino. Nelson explique que le studio voulait un film plus mûr, éloigné du tout public habituel mais n'avait pas prévu les conséquences d'une classification PG. Mais c'est la première fois que l'enfer et les démons apparaissent dans un film Disney. À la différence d'autres réalisateurs de Disney qui commencent à travailler sur leur prochain film durant la post-production de celui en cours, Nelson est resté très présent même pour le mixage de la musique et des dialogues, offrant son temps pour répondre aux questions de l'équipe des effets spéciaux jusqu'à la dernière minute. Rosebrook explique que juste avant le début du tournage des personnes au sein de l'entreprise Disney ont pensé que le nom Space Probe pouvait être remplacé par un meilleur ; parmi 500 propositions le titre Le Trou noir a été choisi en raison de la place essentielle dans l'intrigue de cet objet céleste.

### Les effets spéciaux

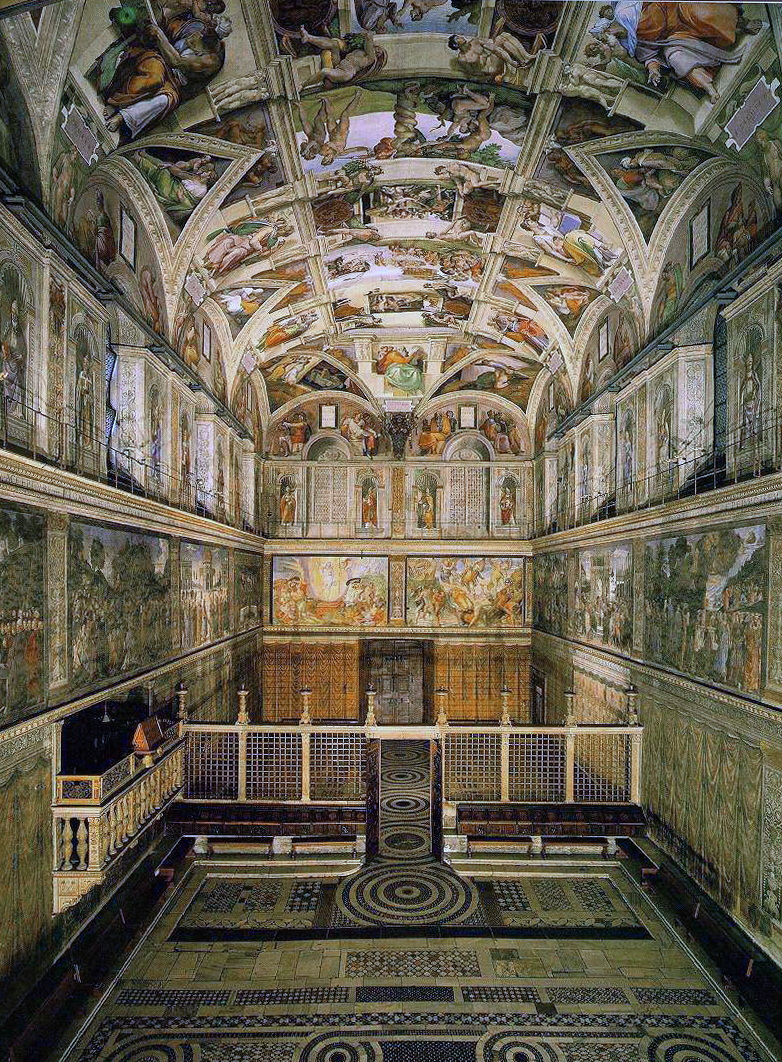
Vue intérieure de la chapelle Sixtine.

C'est encore l'époque d'avant les effets spéciaux numériques, et donc de nombreuses maquettes miniatures ont été utilisées pour les vaisseaux. En fait, c'est la dernière production majeure du studio à avoir recours aux effets visuels, la production suivante Tron (1982) inaugurant les effets numériques. Harrison Ellenshaw se souvient que sur le tournage l'équipe de pompiers a été appelée pour chaque scène utilisant des effets pyrotechniques. Il indique aussi qu'au début du tournage la fin du film n'avait pas encore été décidée. Une proposition de fin non conservée utilisait pour décor la chapelle Sixtine, les personnages devant apparaître dans la salle ou dans une peinture après avoir traversé le trou noir,.

#### Début avec les maquettes
L'équipe des effets spéciaux est impliquée dès fin 1977 mais sous une forme encore incertaine en raison de l'avancement de la préproduction. La première équipe a commencer réellement la production, fin 1978, est celle des effets spéciaux sous la supervision de Peter Ellenshaw, afin de construire les effets visuels, les vaisseaux et les robots. Le chef du département pour les effets spéciaux mécaniques est Danny Lee et il est aidé par Terry Saunders chargé des miniatures. Danny Lee indique qu'il est un poudrier habilité à manipuler des explosifs, ayant un permis pour cela, ce qui a permis au studio Disney d'acheter beaucoup d'explosifs pour le film. Danny Lee rappelle qu'au-delà des maquettes en elles-mêmes de toutes tailles, le département doit aussi concevoir et fabriquer les circuits électriques, les objets mobiles et animés, tombant, s'inclinant ou tournant, éjectant de la fumée, clignotant ou explosant. Le budget consacré aux effets spéciaux de type maquette a été estimé en début de production à 750 000 dollars américains et dépasse le million à l'été 1980.

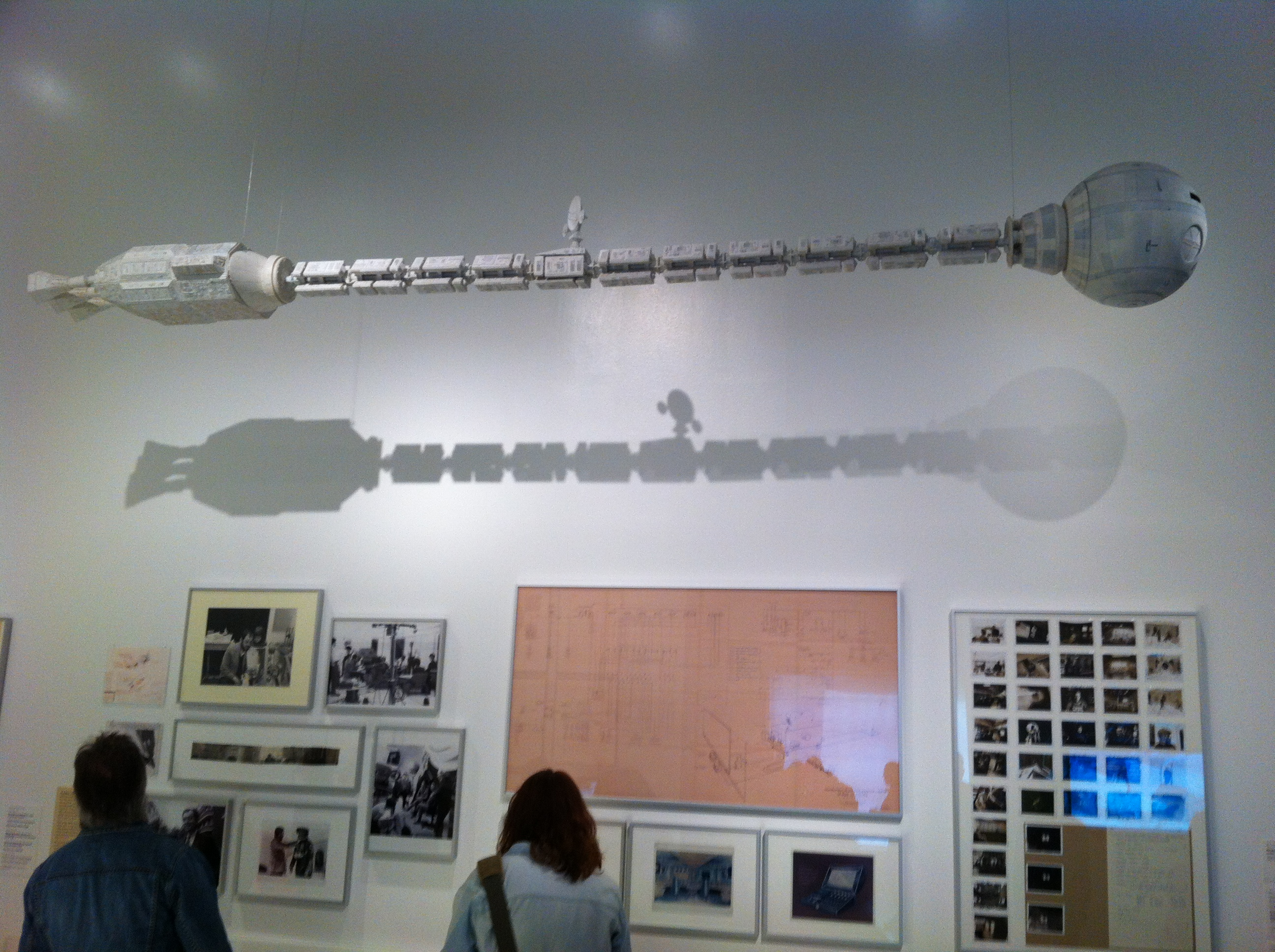
Reproduction d'un maquette du Discovery One de 2001, l'Odyssée de l'espace (1968).

La première maquette entreprise est celle du Cygnus fin 1977 en deux exemplaires à l'échelle 1/16e, dont la construction débute vers Noël. Le vaisseau Cygnus pris au piège par le trou noir a été nommé d'après Cygnus X-1, le premier trou noir identifié en 1971. Le Cygnus devait être un vaisseau d'exploration avec tout le matériel nécessaire comme des modules pour atterrir sur des planètes et pouvoir les coloniser. La construction des deux modèles s'étale sur toute l'année 1978 et chacun coûte plus de 100 000 dollars. Chacun mesure 12,3 pieds (3,75 m) et pèse 170 livres (77 kg). Ils avaient toutefois des différences, l'un étant plus détaillé sur le dessus, l'autre au-dessous. Les deux exemplaires sont justifiés par l'usage lors du tournage, l'un était utilisé pour les scènes de vol, tandis que l'autre restait disponible pour des photographies, de plus un des deux devait être détruit, l'autre conservant la possibilité de reshoots. Danny Lee indique qu'ils sont fait à base de laiton en raison de sa facilité à être manipuler ou embossé mais aussi car Ellenshaw appréciait cette couleur . La section centrale hexagonale reliant l'avant et l'arrière du vaisseau est en acier tandis que les modules d'éclairages sont en plastiques, le reste est peint. L'éclairage a nécessité 150 lampes, alimentées grâce à de nombreux câbles, et qui étaient installées lors des prises de vues et retirées ensuite . En plus des deux maquettes, certaines sections du Cygnus ont été construites à d'autres échelles plus importantes et la technologie A.C.E.S. a permis d'assembler les prises de vues. Parmi les sections, Terry Saunders mentionne l'accès à la tour du capitaine, la zone agricole, la zone énergétique au centre du vaisseau qui explose et la plateforme d'atterrissage, toute à l'échelle 1/4e. Ces maquettes utilisent du plastique plus facile à découper que le laiton. La tour de capitaine faisait plus de 100 livres (45 kg) et était longue de 6 pieds (1,83 m) de la pointe de l'antenne au centre du vaisseau. Le couloir principal du Cygnus a été construit à l'échelle 1/2e pour la scène du météore de même que la section extérieure du Palomino réparée le robot V.I.N.CENT. Cette reproduction du couloir du Cygnus a, elle aussi, été construite en double mais parce que la première n'était pas satisfaisante ; ce projet a duré quatre mois. Le couloir est long de 22 pieds (6,71 m) et haut de 4 pieds (1,22 m), chacun ayant coûté 30 000 dollars. Le corridor est constitué de feuille d'aluminium de part et d'autre d'une structure en uréthane utilisée pour avoir des débris lors de l'impact avec le météore. La séquence du météore est tournée vers juin 1979. Danny Lee justifie la double construction par un défaut d'information de la part de la direction. Pour la zone agricole, le studio a acheté des panneaux en plastiques à une société basée à Alhambra (Californie). L'ensemble de maquettes construite à l'échelle 1/4e du Cygnus représentent presque la totalité du vaisseau pour un total de 57 pieds (17,37 m) de long. Les maquettes ont été filmée dans le Stage 3 des studios Disney.
Malheureusement aucun des deux modèles du Cygnus n'a survécu, celui détaillé au-dessus a été détruit pour le film tandis que l'autre s'est cassé dans le camion qui le ramenait d'une exposition sur la carrière de Peter Ellenshaw au Museum of Modern Art de New York. Cette exposition s'est tenue du 17 septembre au 30 octobre 1979 et a comporté une dizaine d'œuvres issues du film.
Le service des maquettes a aussi construit selon Danny Lee des miniatures à l'échelle 1/4e et 1/16e de la sonde spatiale en laiton en aluminium, dont un était fonctionnel, deux miniatures du Palomino aux mêmes échelles dont le plus grand a été détruit. Terry Saunders mentionne lui une demi-douzaine de Palomino. Les grands modèles sont en fibre de verre recouvert de laiton mais une version a été construite en acide stéarique et plastique pour être détruite et éviter des débris de verre sur le plateau. Saunders précise que le tournage avec la sonde spatiale a utilisé une méthode par câble inventée par Richard Buckminster Fuller, la tenségrité.
Terry Saunders évoque aussi la scène du voyage en Enfer et au Purgatoire. Elle est composée de deux maquettes l'une dans le Stage 2 et l'autre dans le Stage 4 assemblées en post-production. Les effets de feu sont simplement des rangées de bruleurs au propane relié à 15 bouteilles. Les maquettes ont les mêmes dimensions 40 par 60 pieds (12 x 18 m) mais sur la première les humanoïdes font 6 pouces (15,24 cm) de haut alors que sur la seconde ils font 1 pieds (30,48 cm). De plus la première avait une peinture de Peter Ellenshaw comme fond, un mélange de couleur chaude, rouges et jaunes avec des ombres, alors que la seconde seulement un fond noir. L'élément central est une version de Maximilien guidant une armée de sentinelles. Une autre version de fond a été réalisée mais n'est pas présente dans le film. Elle comprenait des anges de la Mort volant dans le ciel. Leurs présences provoquaient une trop forte distraction par rapport à l'élément central de la scène et ils ont été retirés.
Saunders a filmé les scènes depuis une nacelle passant au-dessus des flammes avec l'assistant caméra.

#### Conception des robots
En février 1978, George F. McGinnis, alors employé de WED Entreprises est invité par Gordon Cooper à travailler sur le film pour cinq mois sur la conception des robots. Durant la première réunion avec Ron Miller et Cooper, le trio évoque l'importance des courbes et des angles pour la forme des robots ainsi que le développement de deux personnages robotisés centraux, un petit adorable et un grand méchant. Les courbes, des cercles et des ronds sont des éléments agréables pour les gens et sont utilisés pour les gentils V.I.N.CENT et le vieux B.O.B. tandis les angles sont stressants et ont donc été utilisés pour Maximilian. Gary Nelson indique que pour les personnages robotiques, leurs apparences ne devaient pas être humanoïdes et ont donc un aspect boîte de métal.
McGinnis a réalisé une douzaine d'esquisses pour Maximilian avant que la production en choisisse une qui a par la suite évolué. L'idée initiale pour Max est un aspect de machine à l'opposé de l'anthropomorphisme, sans tête, sans bras ni jambe et couvert d'éléments préempteurs. Une massue était prévue ainsi qu'un stabilisateur gyroscopique mais l'aspect était trop rigide, pas assez vivant et Ron Miller a demandé un design plus traditionnel. McGinnis conçoit alors le personnage du film mais souhaite ensuite ajouter des éléments électroniques lumineux dans son corps comme une sorte de fourneau ou des membres brillants, des propulseurs, mais par manque de temps la production ne prend pas en compte ces ajouts. McGinnis réalise une miniature à l'échelle 1/4e qui évoque les jouets de type Shogun Warriors, popularisés par des séries japonaises comme Yūsha Raideen (勇者ライディーン, Yūsha Raidīn, litt. « Raideen le brave ») (1975-1976). McGinnis se défend d'une inspiration quelconque, car il a conçu le personnage avant d'avoir vu les séries américaines comme celle publiée par Marvel Comics écrite par Doug Moench et dessinée par Herb Trimpe d'après une ligne de jouets distribués par Mattel entre février 1979 et septembre 1980.
McGinnis a conçu les robots sentinelles avec peu de détails et avec l'optique qu'ils soient des costumes que des figurants peuvent revêtir. Les sentinelles devaient avoir un cerveau lumineux visible sous un certain angle et des composants électroniques, eux aussi supprimés par manque de temps. Le concept retenu pour les sentinelles est en réalité celui des humanoïdes, les anciens membres d'équipages emprisonnés par Reinhardt. McGinnis propose aussi un sac à dos avec des tubes d'air allant jusqu'au casque ce qui aurait permis aux figurants d'avoir de l'air frais, mais la production a jugé que le design aurait été trop proche des Cylons de la série télévisée Battlestar Galactica (1978-1979). Le costumier Bill Thomas indique que Ron Miller et Garry Miller sont venus le voir avec l'idée d'intégrer des humanoïdes dans le film, idée dont il ne connait pas l'origine. Les robots sont tous des planeurs grâce à une fonction antigravité. Les robots sont constitués de fibre de verre avec une armature en acier mais le reste est en aluminium avec un système électrique et hydraulique pour les faire bouger. Les robots sont construits en plusieurs exemplaires assurant chacun des fonctions différentes.

#### Maximilian, VINCENT et BOB
Maximilian fait en réalité 6 pieds (1,83 m) mais il est toujours placé en hauteur donnant l'impression de faire 7 pieds (2,13 m). Peter Ellenshaw a défini la couleur des robots et celle de Max est rouge tandis que VINCENT est une finition tâche de métal. Danny Lee se souvient que six configurations différentes de Maximilian ont été créées. L'équipe a conçu une version radiocommandée de Max pour les scènes où le robot vole car elle ne pouvait le manipuler ni utiliser des fils sous tension pour la version de 300 livres (136 kg). Une autre version utilise en réalité une balançoire à bascule afin de réaliser des plans où le robot semble flotter grâce au contrepoids. Une autre est montée sur un skateboard pour la faire rouler sur le sol.

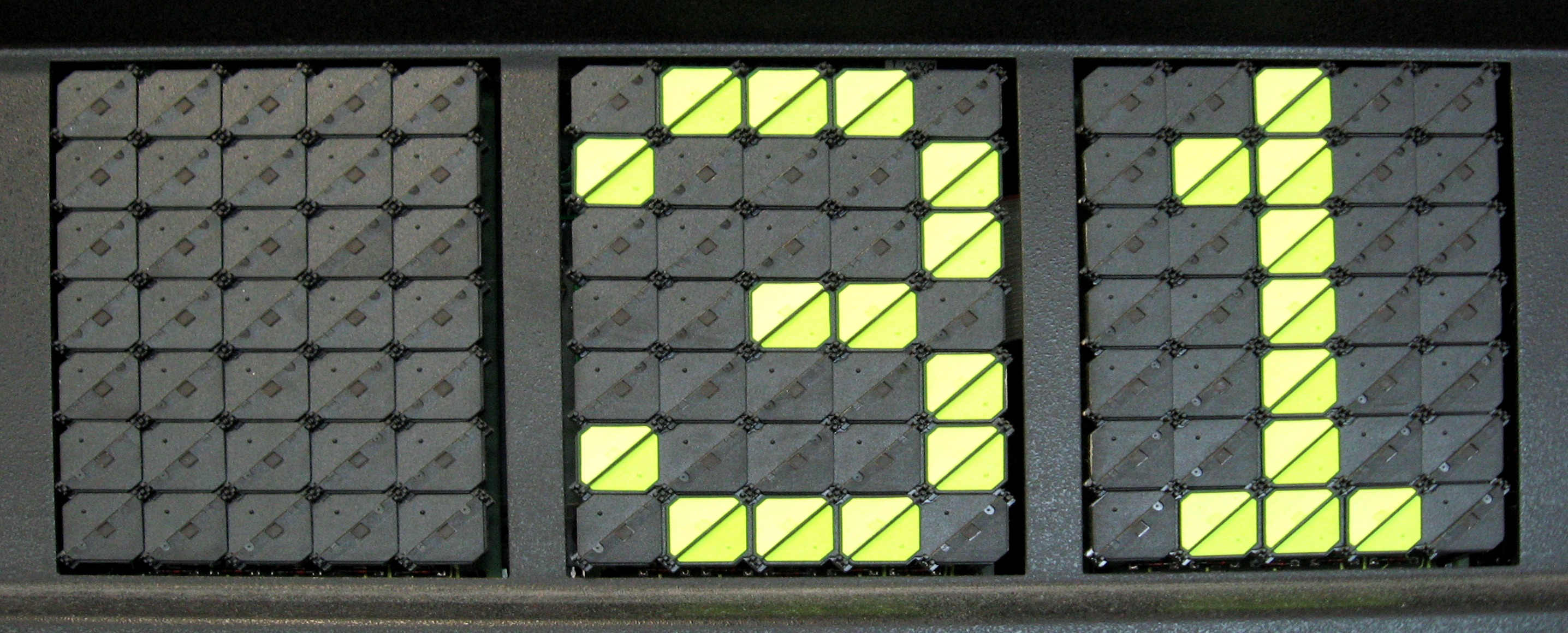
Matrice de disques d'une girouette à pastilles, système prévu pour les yeux du robot V.I.N.CENT.

VINCENT possède des similitudes avec le vieux BOB qui est une version plus ancienne et mutilée. McGinnis a réalisé des miniatures en glaise à l'échelle 1/4e de 33 pouces (0,84 m) et a pris une planche pour frapper BOB pour lui donner cet aspect abîmé. Pour VINCENT, la production souhaitait des yeux animés similaire aux disques d'une girouette à pastilles de Ferranti-Packard mais des problèmes techniques lors des prises de vues avec les acteurs n'ont pas pu être résolues. Pour VINCENT, sa forme ronde ne permettait pas d'inclure tous ses accessoires, comme les lasers et les bras télescopiques, et le studio a même construit une version avec les yeux tournant à 360°. Un autre modèle utilise des vannes à air-comprimés pour pouvoir lever les bras. Le département a aussi construit des modèles réduits à l'échelle trois pouces pour être utilisés sur la maquette du Palomino. Une comparaison avec R2-D2 est évidente mais une grande différence est que VINCENT parle. Pour les robots VINCENT et BOB, le studio a utilisé des maquettes avec des armatures souvent suspendues par des filins mais plusieurs scènes ont été tournées à l'envers, le haut en bas, pour que les filins ne soient pas visibles, puisque semblant être au sol. Le robot VINCENT est présent dans 60 % du film. La maquette était assez petite mais la magie des effets spéciaux l'a fait grandir. Le vieux BOB est le seul à n'avoir été construit qu'en trois exemplaires. Le vieux BOB et VINCENT pèse chacun 80 livres (36,3 kg).

#### Les sentinelles et humanoïdes
McGinnis se souvient qu'un sculpteur nommé Joe Cava, ayant travaillé sur la série télévisée Buck Rogers, a réalisé les personnages des sentinelles d'après ses dessins mais avec une dimension supérieure à celle qu'il avait imaginé, 1,80 m au lieu de 1,70 m. Paul Sammon indique que seuls les trois robots Maximilien, VINCENT et BOB étaient réellement robotisés, les autres, des sentinelles et des humanoïdes, sont des acteurs portant des costumes. Pour les sentinelles, en réalité des armures, l'équipe de WED Entreprises a réalisé des moules pour dupliquer les pièces et les figurants portaient des justaucorps noirs-marrons de la même couleur que les morceaux de robots. Certains des figurants sont en réalité des mimes professionnels comme Tom McLoughlin qui incarne le personnage de Capitaine S.T.A.R.. McLoughlin est le premier mime contacté pour le film, juste après sa participation au film Prophecy : Le Monstre (1979) où il joue le monstre-ours, ce dont il n'est pas très fier. La production lui demande d'enfiler l'armure et de faire quelques mouvements. Il réussit, de par sa formation de mime auprès de Marcel Marceau, à donner des nuances et des sentiments au robot ; il est engagé. La production cherche d'autres figurants pour les armures, mais beaucoup n'arrivent pas au niveau de McLoughlin ou n'ont pas la taille requise de 1,80 m. McLoughlin propose alors dix membres de sa troupe. Il parvient aussi à faire engager sa femme Katee McClure qui double Yvette Mimieux pour les cascades.
Le nombre maximum de sentinelles présentes dans une même scène est de 20. Malheureusement les costumes n'offrent presque aucun mouvement et aucune visibilité pour les acteurs. McLoughlin explique qu'il a été très difficile de chorégraphier les scènes. Il travaillait sous la direction de Garry Miller et Joe Hale, chargé de l'animation pour les lasers. George MGinnis se souvient d'avoir proposé une scène où les sentinelles sont cantonnées et repliées dans les murs de la salle de réception et sortent grâce à des supports mais dans le film, ils sortent juste d'une pièce sombre. L'un des costumes de sentinelles a été réalisé en caoutchouc pour la scène où le robot chute après avoir été touché dans le dos par un de ses collègues pour que l'acteur ne se blesse pas.
Bill Thomas a conçu les costumes des humanoïdes en coton sergé teint avec des visières en plexiglas réfléchissant. McLoughlin indique que les costumes humanoïdes sont à l'opposé de ceux des sentinelles, ample, léger, confortable, comme des draperies et la visibilité bonne avec juste une plaque de plexiglas devant les yeux. La fabrication des gants des humanoïdes a posé problème car la couleur argentée ne voulait pas tenir même après 25 ou 30 teintes et a fini par être remplacée par du bordeaux. McLoughlin a incarné l'humanoïde dans les premiers tests pour la scène du vaisseau sonde et a ensuite chorégraphié la scène des funérailles.

#### Effets spéciaux visuels
Le film contient beaucoup d'effets spéciaux et Harrison Ellenshaw en parle dans les documentaires du DVD. Son père Peter Ellenshaw, concepteur et réalisateur des effets spéciaux, les évoquait dans la presse lors de la sortie du film. Les quatre responsables des effets spéciaux ont tous été oscarisés. Peter Ellenshaw l'a été pour Mary Poppins (1964), Eustace Lycett pour Mary Poppins et L'Apprentie sorcière (1971), Art Cruickshank pour Le Voyage fantastique (1966) et Danny Lee pour L'Apprentie sorcière. Pour le tournage, 120 jours sont prévus pour les effets spéciaux, bien plus que les 40 à 50 jours de la plupart des films de l'époque. Le film est l'un des premiers à chercher à mélanger les effets spéciaux traditionnels principalement optiques avec l'informatique.
Le studio a d'abord recours au procédé à la vapeur de sodium (parfois appelé fond jaune) pour l'incrustation. Mais le procédé est peu utilisé car la caméra n'est pas compatible avec les lentilles anamorphiques choisies pour le tournage. Eustace Lycett explique que d'habitude le studio avait recours au fond jaune pour intégrer les peintures matte aux images mais, pour le film, l'usage d'images anamorphiques a obligé le studio à modifier le procédé. Parmi les formats anamorphiques, les plus courants figurent le Panavision, le CinemaScope et le Technovision. La transition au format anamorphique n'a pas été possible et le studio a opté pour la technologie du fond bleu. Cruickshank précise que l'équipe a utilisé plusieurs fonds bleus différents. Le plus grand de 72 par 32 pieds (22 x 10 m) était installé dans le Stage 4 pour les décors de la tour du capitaine et la salle à manger quand les étoiles et le Cygnus sont visibles au travers de la fenêtre. Le Cygnus est alors juste une représentation plane posée derrière la fenêtre. Ce grand fond bleu était suspendu au plafond sur des rails et pouvait être refermé, ce qui s'est produit durant le montage des plateaux. Il a été fabriqué en quatre mois et l'équipe l'a laissé dans le studio après le film. Il a aussi servi pour la scène de Maximilien chutant vers la caméra. Cet écran bleu géant était indispensable selon Lycett en raison du grand nombre d'angles de prises de vues demandés par Gary Nelson et la liberté offerte. Ce dispositif mobile a obligé les équipes d'éclairage à installer les lumières ainsi que la scène sur des rails pour bouger le tout.
Cruickshank a conçu trois ciels étoilés en mousseline dont le plus grand de 30 par 60 pieds coûtant près de 20 000 dollars ; seul le plus petit était portable. Le plus grand a servi pour les prises de vue à grande vitesse et a été découpé ensuite. Le modèle intermédiaire était installé sur une armature pour pouvoir insérer des lampes. Cruickshank estime l'éclairage total du grand ciel étoilé à 1,25 million de Watt et les ampoules qui claquaient simulaient des étoiles mourantes. Cruickshank et Phil Medaor, fils de Joshua Meador, utilisent au début une caméra Acme Rackover en stop motion avec la maquette au 1/4e du Cygnus avant d'utiliser un nouveau système, l'A.C.E.S.. Ils utilisent aussi une caméra tournant à 360° louée à la Fox, surnommée roundie-roundie principalement pour la scène de V.I.N.CENT. lors de la bataille contre les sentinelles, mais ensuite l'équipe conçoit sa propre caméra rotative.
Le reste des effets spéciaux, principalement de composition, a été géré après le choix des acteurs. Le studio prévoyait la sortie du film pour Noël 1979 mais en septembre, Peter Ellenshaw indique qu'il imagine plutôt une sortie au printemps 1980 en raison du planning des tâches à faire principalement pour les effets spéciaux. Finalement, Gary Nelson indique que 40 % du film contient des scènes spatiales. Le studio a fait construire plus de 500 pistolets lasers avec un design unique « une sorte de laser double qui s'adapte autour de la main avec des cylindres en haut et en bas et une poignée au centre. » Pour les rayons lasers et les explosions de missiles, le studio a recours à l'animation,.

#### Le trou noir, mélange d'effets spéciaux et d'informatique

Représentation de l'influence d'un trou noir sur l'espace-temps.

Le travail sur le trou noir lui-même a commencé en janvier 1978 et a pris sept mois mais a été réalisé avant le tournage avec les acteurs. Nelson explique que cela a permis de résoudre le plus gros problème avant. Le trou noir est une combinaison de 12 à 15 effets spéciaux,. Le budget pour le trou noir dépasse les 250 000 dollars que Gary Nelson justifie par le fait que c'est un élément central du film. Le studio Disney confie à son responsable du marketing Martin Rabinovitch la production d'une bande annonce pour le trou noir et après une étude des ouvrages sur le sujet, il propose une représentation schématique par une grille pour la vision depuis l'extérieur. La grille verte représentant l'onde gravitationnelle du trou noir a été faite par ordinateur et non à la main comme dans la séquence de Yellow Submarine (1968). Cette séquence animée de 75 secondes a couté au studio 50 000 dollars. Par la suite le même principe a été utilisée pour le reste du film. C'est l'une des premières animations informatiques du cinéma, après l'Étoile de la mort de Star Wars conçue par Larry Cuba. John Dykstra, responsable des effets sur Star Wars et Star Trek explique que ces effets spéciaux auraient pu être fait sans ordinateur, qu'il considère comme de nouveaux jouets exagérés et surqualifiés pour leur travail. Peter Ellenshaw explique en septembre 1979 que « l'intérieur d'un trou noir ne peut pas être conçu par ordinateur car cet outil ne permet pas de tester les idées ».
Un autre aspect du trou noir, avec en son centre un tourbillon bleu, a été réalisé par les effets spéciaux visuels. Art Cruickshank a photographié cet élément en mai 1978 grâce à un réservoir cylindrique en plexiglas de 1,8 m de diamètre et 1,8 m de profondeur avec au centre un rotor pour faire office de centrifugeuse. Ce réservoir de 4 500 litres était installé dans celui du Stage 3 des studios de Burbank. Le rotor a permis de faire un tourbillon et des laques de couleurs ont été versés dans l'eau par Peter Ellenshaw. Une caméra à haute vélocité Photo-Sonics a été suspendue au-dessus du réservoir avec un éclairage sous celui-ci. En raison de la forte pression exercée par la force centrifuge, le réservoir s'est brisé alors que des techniciens étaient à côté, dont John B. Mansbridge. De nombreux autres effets ont été tournés pour le trou noir jusqu'en novembre 1979 et utilisés avec les maquettes.

#### Automatic Camera Effects Systems
Pour le film, le studio a recouru à des techniques déjà éprouvées sur ces précédentes productions. Une technique très importante est le matte painting. Il y a plus de 150 œuvres de matte painting, un très grand nombre pour un film, la plupart réalisée par Peter Ellenshaw,,. Cette technologie est surtout utilisée en post-production (voir section ci-après Peinture matte et matte scan). Un besoin important concerne la prise de vue pas-à-pas pour filmer les maquettes, technique d'animation en volume.
| Appareil avec plusieurs planches en verre surmonté d'une caméra |  | Ordinateur colonne avec un écran au-dessus et un tiroir ouvert contenant un large disque dur. |
| Une reproduction de caméra multiplane.                          |  | Un mini-ordinateur Data General Nova.                                                         |

Le système de base a été amélioré pour intégrer une caméra multiplane et plus de contrôle informatique jusqu'à devenir le système Automatic Camera Effects Systems (A.C.E.S.),. C'est à la demande de Ron Miller qui avait entendu parler de la Dykstraflex utilisée sur Star Wars que le studio lance le développement du A.C.E.S. David Snyder indique toutefois que le studio avait contacté Lucasfilm pour utiliser le système Dykstraflex mais que la location était trop onéreuse. L'équipe chargée du développement comprend Art Cruickshank, Eustace Lycett, Bob Otto, Don Iwerks et deux personnes du service informatique de WED Entreprises David Inglish et David Snyder. Pour leur travail nécessitant beaucoup d'espace, l'équipe prend possession du Stage 3 des studios construit pour le film Vingt Mille Lieues sous les mers (1954) et qui contient un réservoir. Le studio a dépensé un million de dollars pour développer la technologie A.C.E.S. qui est un système de caméra dont les détails techniques ont été déposés à l'Academy of Motion Picture Arts and Sciences.
Il permet avec une caméra dirigée par ordinateur montée sur un support de filmer des miniatures et maquettes sans vibration, et cela de manière identique et répétée, offrant la possibilité de nombreuses prises tout en changeant les éclairages. Cruickshank précise que l'appareil basé sur une caméra multiplane peut effectuer deux révolutions et non pas un seul comme c'est souvent le cas quand on parle d'un objet tournant à 360°, Don Iwerks parle lui d'une rotation à 720°. L'A.C.E.S. ajoute quatre axes à ceux déjà existant de la caméra multiplane. Dykstra explique que les ordinateurs ont été utilisés comme catalogue des milliers de mouvements de caméra nécessaires pour produire les effets spéciaux de lumière et les prises de vues des maquettes. Cela a permis de réduire le temps passé à calibrer les appareils. Selon David Inglish, les deux principales différences entre A.C.E.S. et Dykstraflex sont l'usage de l'informatique et le déplacement : le Dykstraflex propose un déplacement pas-à-pas et utilise l'ordinateur pour enregistrer la vidéo alors que le système Disney se déplace en continu et utilise l'informatique pour déplacer et positionner précisément la caméra. Cruickshank indique que dorénavant si une mise en place nécessite plus de 15 min, on refuse de tourner la scène avec une caméra multiplane alors qu'avant quatre heures pouvaient être nécessaire. Il donne aussi une durée de 15 heures pour la scène d'ouverture du Cygnus.
Pour tourner avec l'A.C.E.S., le studio installe un fond bleu de 16 par 25 pieds (5 x 8 m) fabriqué par Stewart Filmscreen. En raison de son prix, l'équipe a utilisé des morceaux de velours bleus quand elle devait masquer des supports ou des cordes tenant les maquettes pour éviter de le perforer. Un autre écran de petite taille est aussi utilisé quand la quantité d'éléments à cacher était trop importante comme le système A.C.E.S. en lui-même. Lycett indique que le fond bleu a aussi ses problèmes comme quand on utilise de la fumée créant une semitransparence bleuté. Brougton explique que pour résoudre ce problème l'équipe a utilisé une fumée rouge.
Pour la partie informatique, le studio achète un Data General Nova III avec des écrans et une imprimante Dasher, le tout assemblé dans le New Jersey. Le système permettait aussi de définir le temps d'exposition de la caméra que l'appareil soit situé loin ou non des cadreurs.
Un système de plongée avait été envisagé en réutilisant le Kenworthy Snorkel Camera System de Paul Kenworthy et William R. Latady inventé en 1978, Kenworthy travaillant aussi pour Disney sur la série True-Life Adventures. Mais il n'est pas adaptable à leur invention et l'équipe préfère utiliser une lentille de tangage. Bob Otto décrit cette lentille comme un périscope de 18 pouces (45,72 cm) avec une lentille anamorphique, un objectif et des prismes en bas afin de pouvoir s'approcher au plus des maquettes.
Don Iwerks, fils d'Ub Iwerks, se souvient que le projet final a été présenté fin avril 1978, la construction et l'assemblage en mai 1978. Le système est prêt vers l'été 1978 et opérationnel en septembre, la partie informatique l'étant en octobre. Le système a été utilisé pour les vaisseaux spatiaux et uniquement pour les maquettes. Le studio espère obtenir un Oscar technique pour Don Iwerks, Bob Otto, David English, David Snyder et Steven Crane.

### Choix des interprètes
Dans son optique de faire un film à gros budget le studio recrute des acteurs de premier ordre comme Maximilian Schell, Anthony Perkins ou Ernest Borgnine qui participent pour la première fois à un film Disney. Gary Nelson explique avoir passé six mois, après ceux consacrés au trou noir, à développer l'histoire, choisir les acteurs et autres points de préproduction. Parmi les actions il y a eu six mois de travail sur les storyboards pour chaque scène, les artistes ayant leur bureau en face de celui de Nelson. Le studio a choisi à l'opposé des films de science-fiction de l'époque de prendre des acteurs confirmés et non des débutants. Nelson motive ce choix délibéré par le souci de toucher un public plus large et de ne pas réutiliser le vivier d'acteur du studio. Nelson indique qu'Yvette Mimieux avait participé à une production Disney dix ans auparavant, Rentrez chez vous, les singes ! (1967).

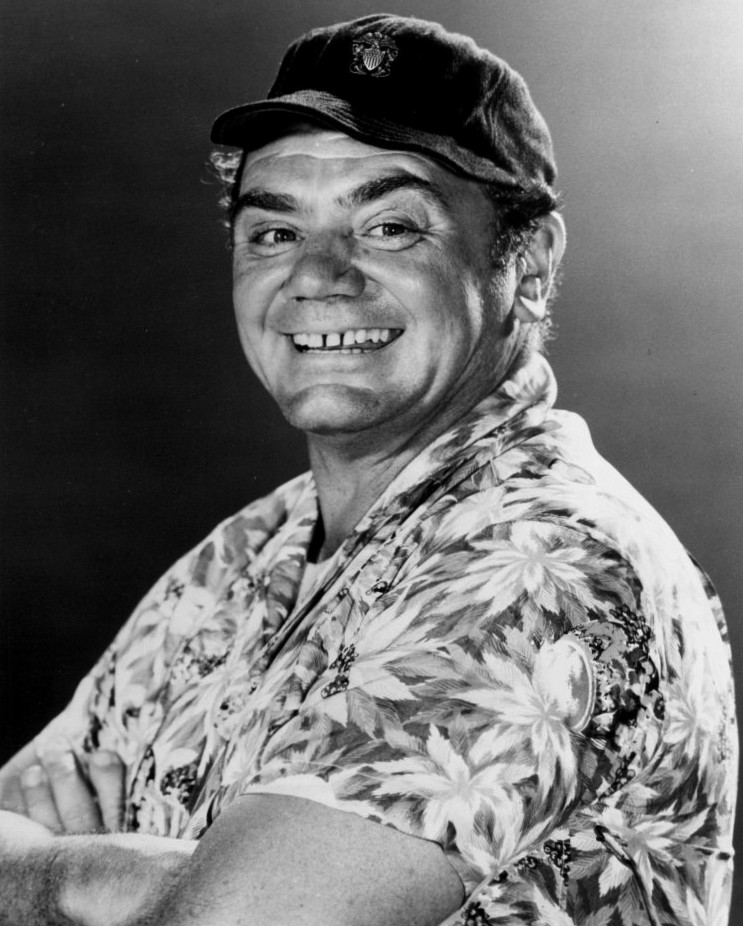
Ernest Borgnine en 1962.
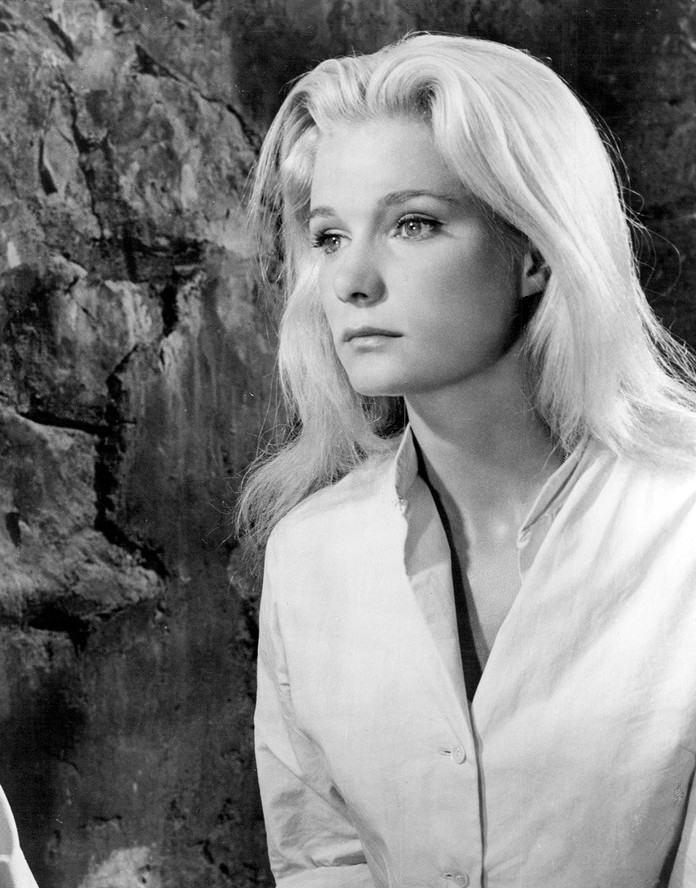
Yvette Mimieux en 1965.
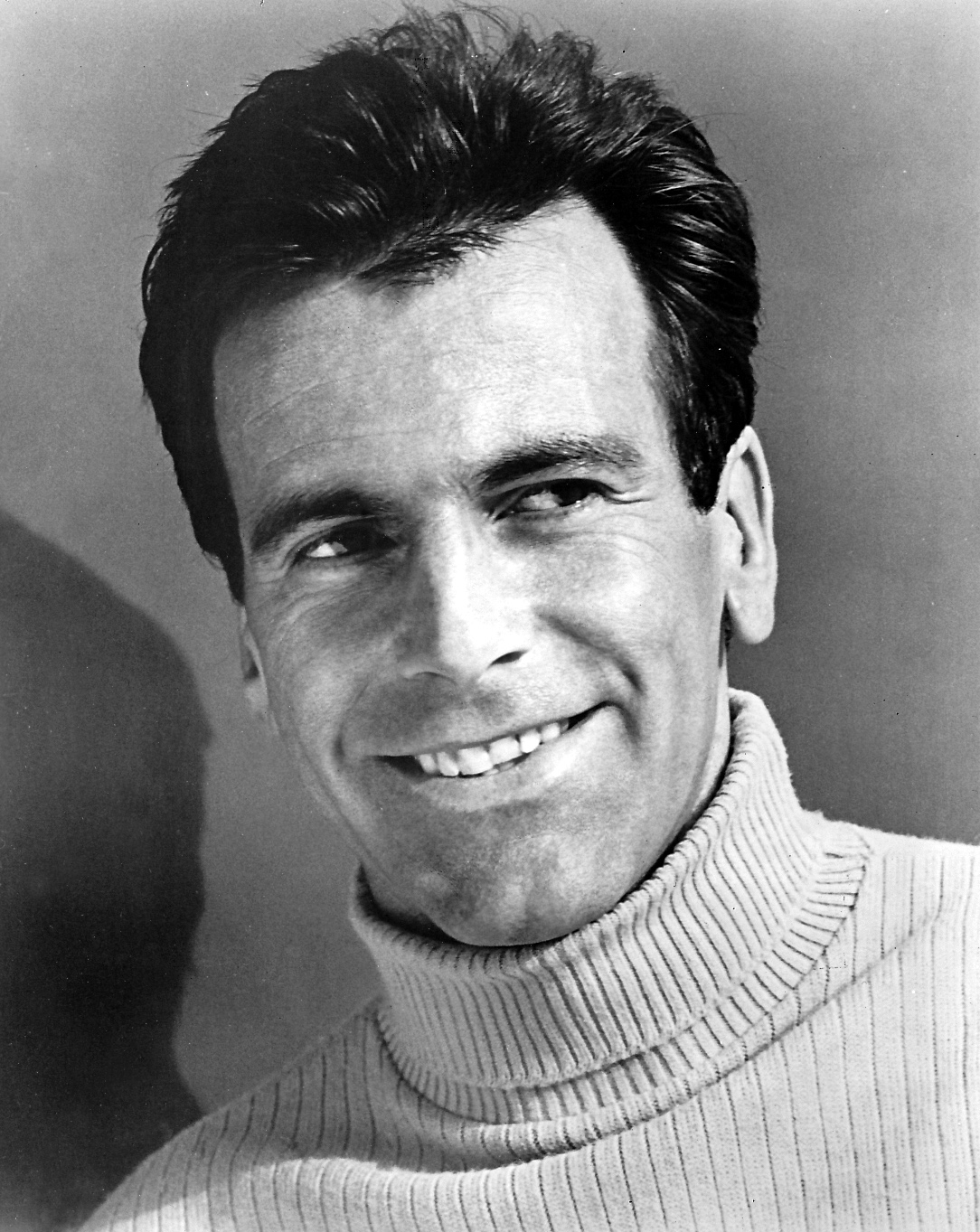
Maximilian Schell en 1970.
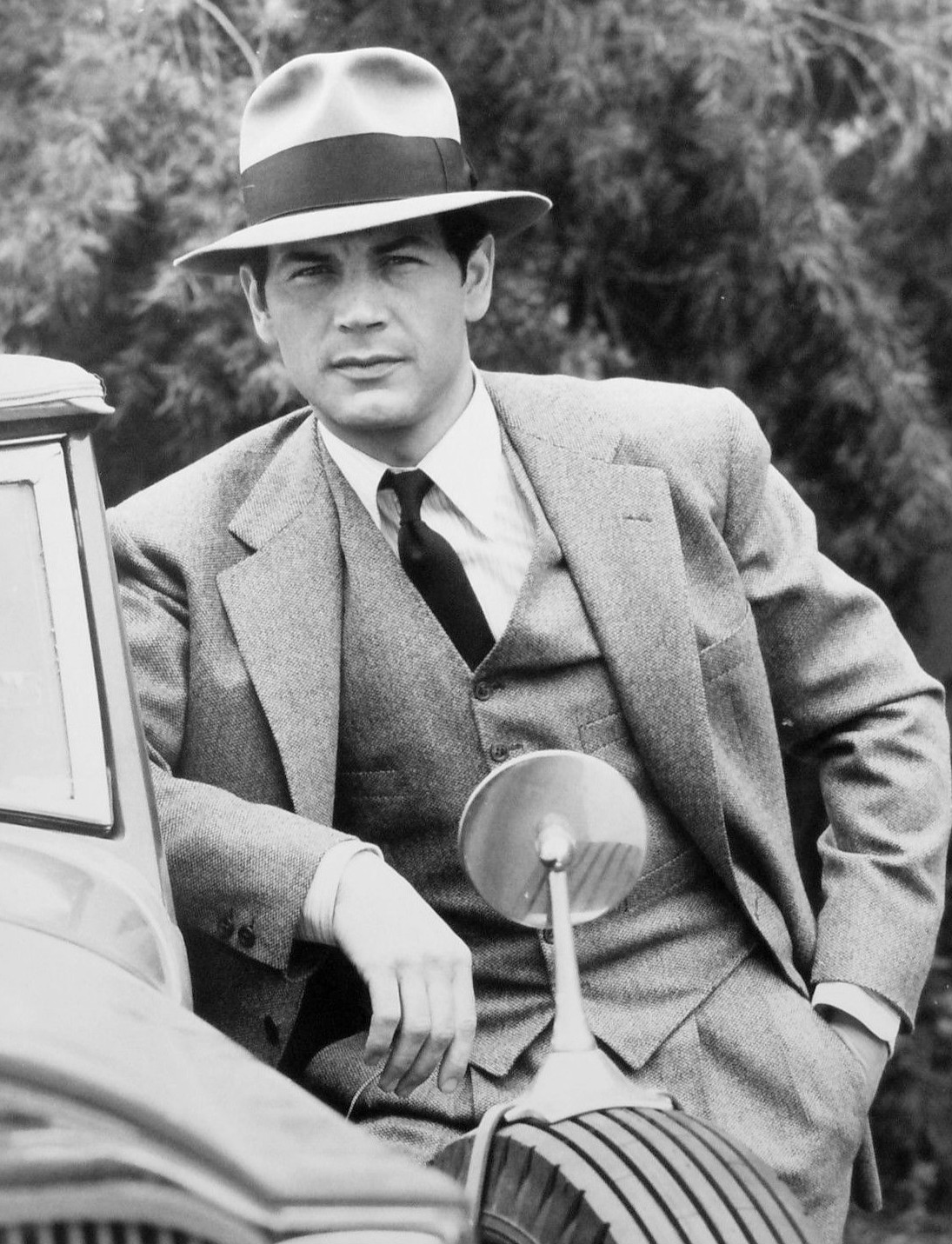
Robert Forster en 1972.
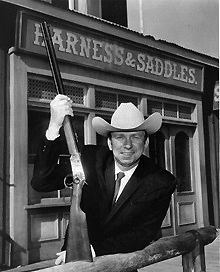
Slim Pickens en 1972.
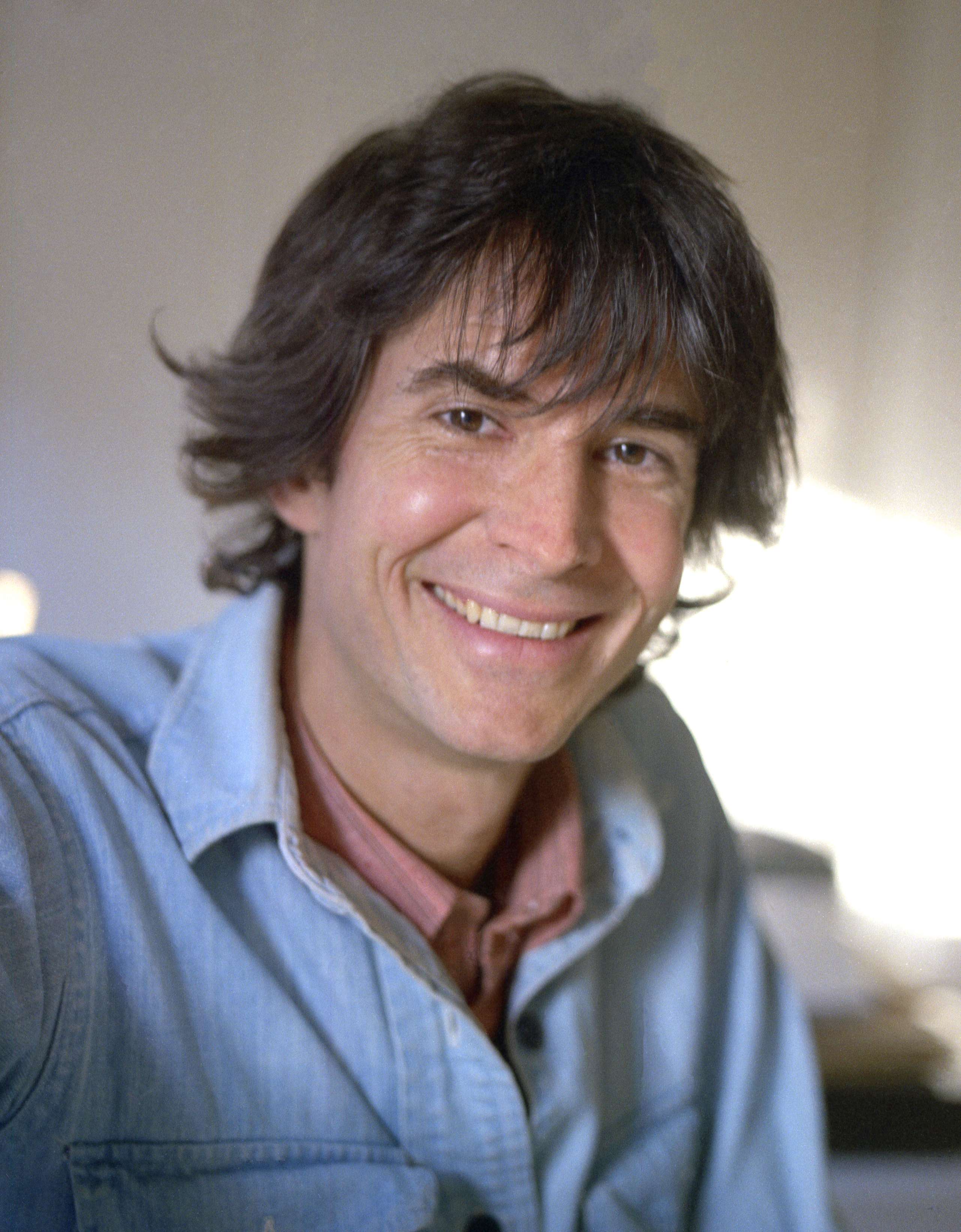
Anthony Perkins en 1973.
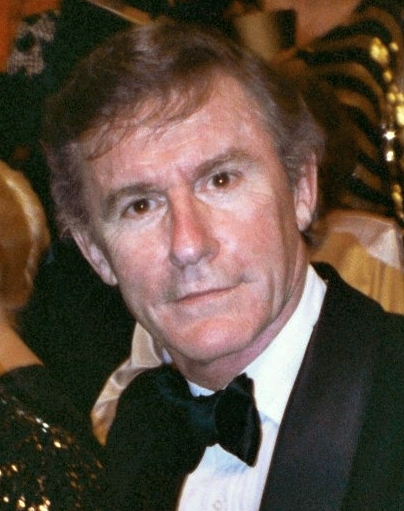
Roddy McDowall en 1988.

Nelson suggère Maximilian Schell pour incarner le docteur Hans Reinhardt et Ron Miller accepte. Toutefois Arthur Hiller, ami de Nelson, le met en garde contre le caractère tempétueux de l'acteur. Nelson et Schell se rencontrent en marge de la production de Légendes de la forêt viennoise, film réalisé par Schell en banlieue de Vienne en Autriche,. Schell est réticent et propose l'acteur Jason Robards pour le rôle de Reinhardt mais ce dernier doit jouer dans une mini-série pour Stanley Kubrick,. Schell accepte ensuite le rôle à condition de pouvoir finaliser le montage de son film en Californie sur son temps libre. Carl Sagan précise que le nom du robot Maximilian a été choisi avant d'engager Maximilian Schell. Lors d'un entretien avec Gary Nelson, Jim Steranko demande au réalisateur si le choix de Schell comme rôle principal est un coup d'échec « une prise de risque calculée » par rapport aux autres vedettes du studio d'alors, Dean Jones et Don Knotts.
Jennifer O'Neill a été approchée pour le film mais elle était réticente car elle devait se couper les cheveux pour les scènes en apesanteur. Elle a cédé, buvant du vin pendant la coupe de cheveux mais a perdu le rôle après un grave accident de voiture sur le chemin du retour, comme elle le relate en décembre 1978.

### Les décors
Â l'époque, les studios Disney à Burbank comptent quatre plateaux et les quatre ont été utilisé mais seuls deux étaient disponibles pour les prises de vues, car les deux autres étaient en chantier pour construire les décors. La construction des décors a été confiée à John B. Mansbridge directeur artistique résident de Disney. Mansbridge indique que le budget pour les décors du film est de 3,225 millions de dollars soit l'équivalent du budget moyen d'un film du studio à l'époque. Le travail sur les décors a débuté en 1976 mais la construction n'a débuté que trois mois avant le début du tournage en 1978. Ensuite le travail était de 12 heures par jour, sept jours par semaine. Winston Hibler a insisté auprès de Mansbridge pour que les décors soient vraisemblables et précis. L'équipe a par exemple consulté les membres du Jet Propulsion Laboratory et Gordon Cooper. Cooper a donné des conseils sur l'intérieur du Palomino et des extrapolations sur le futur des missions spatiales mais est aussi venu pour vérifier le travail accompli. Mansbridge a eu la lourde responsabilité de transformer les esquisses de Peter Ellenshaw en décors en trois dimensions. Mansbridge explique que l'une des consignes du studio était de ne pas reproduire les autres films comme 2001, l'Odyssée de l'espace ou Star Wars.
La reproduction du couloir principal du Cygnus, longue de 125 pieds (38,1 m), a pris place dans le Stage 4 mais les acteurs devaient grimper au mur pour se battre en hauteur avec les robots sentinelles,. Pour les besoins du film, l'équipe a même utilisé un véhicule à air comprimé dans le bâtiment. La tour de commande a nécessité le plus travail en raison de ses dimensions, 40 pieds (12,19 m) de haut et 80 pieds (24,38 m) de long mais surtout du fait que les 25 panneaux de contrôle constituant le décor comprenait chacun 1 600 m de câbles électriques. Huit semaines ont été nécessaires pour les éclairages de ces panneaux en plexiglas et leurs utilisations se faisaient à distance par six personnes. L'équipe a essayé de donner un aspect futuriste aux éléments des vaisseaux, comme les fauteuils mais avec un écart de 20 ans entre le Cygnus et le Palomino. Le choix s'est porté sur des chaises coquillages d'Hans Wegner pour le Cygnus et des chaises pour les humanoïdes du Palomino fournies par une entreprise de Milwaukee. L'ascenseur du Cygnus devait être mécanique mais un problème technique a fait que comme pour celui de l'Enterprise de la série télévisée Star Trek la porte était actionnée à la main. La tour de commande et le mess ont été construits sur le même plateau. Le décor du mess occupait un espace de 23 × 40 pieds ( 7 × 12 m) et les décorateurs ont essayé de lui donner un aspect victorien que Mansbridge rapproche du film Vingt Mille Lieues sous les mers (1954), « la fenêtre n'ayant pas d'iris ». Pour David Mattingly c'est l'ensemble du vaisseau Cygnus qui est de style victorien.
La scène de destruction de la tour de contrôle du vaisseau devait à l'origine être réalisée avec une maquette mais le réalisateur a souhaité la faire en taille réelle, demandant six semaines de travail supplémentaires pour installer les explosifs et objets se cassant. Afin de donner l'impression d'une tour de contrôle de vingt étages l'équipe a installé un fond bleu de 72 × 38 pieds (22 × 11,5 m) suspendu par un rail au plafond pouvant être refermé au besoin. Cet écran est aussi utilisé pour la scène du mess. Pour Mansbridge, le décor le plus difficile et complexe était celui du Palomino, mesurant 30 × 16 pieds (9 × 5 m) sur deux niveaux. Initialement Gary Nelson le trouvait fade, l'équipe a donc essayé de corriger le problème. Elle a ajouté 24 écrans de télévisions avec chacun une image différente nécessitant quatre opérateurs et des lecteurs de cassettes tournant à 24 images par seconde comme la caméra pour éviter des fluctuations. Le décor du Palomino a permis de cacher de nombreux fils utilisés pour les acteurs et leurs costumes.
Pour la sonde spatiale, le décor a été positionné sur un support qui pouvait se soulever grâce à un système hydraulique et simuler le décollage quand elle s'éloigne du Cygnus. Ce système avait servi pour le film Les Révoltés du Bounty (1962) et loué à la Warner Bros.. Les poutres et les colonnes ont été construites en caoutchouc pour simuler les vibrations.
Le décor de l'intérieur de la sonde a été construit comme le tambour d'une machine à laver pour simuler la rotation. Le décor faisait 2 m de diamètre pour 2,5 m de haut et a nécessité deux mois de construction. L'effet du passage dans le trou noir consistait à changer la couleur du fond de la sonde. L'espace intérieur, situé en hauteur, était exigu et les acteurs donnaient eux-mêmes le clap pour les prises.
L'intérieur de la zone agricole occupait les trois quarts d'un plateau et comprenait plusieurs variétés de légumes et d'arbres dont des figuiers, des citronniers, des cocotiers et autres plantes tropicales. La mise en place des arbres a pris une semaine à elle seule mais juste trois jours à détruire. La chute de la météorite a nécessité l'usage de trois dispositifs d'éclairage, une lumière naturelle, un rouge et un blanc accompagné de beaucoup de peinture blanche pour simuler le flash explosif.

### Tournage
Le film possédait un long prologue de dix minutes dans lequel le vaisseau explorateur Palomino revenait sur Terre mais s'arrêtait en cours de route à cause d'une perturbation et permettait de présenter l'équipage. Il a été supprimé peu avant la sortie du film pour entrer tout de suite dans le vif du sujet par la déclaration de V.I.N.CENT au sujet du plus gros trou noir jamais rencontré. Les trois premiers quarts du film se concentrent sur l'histoire aux abords du trou noir et le dernier sur le voyage à l'intérieur. Le tournage début en octobre 1978 et s'achève fin mars 1979. Il dure 135 jours selon Gary Nelson. Paul Sammon précise que Nelson retrouve sur le tournage Frank V. Phillips, directeur de la photographie de Disney avec qui il a travaillé en 1961 sur la série Have Gun - Will Travel. Tom McLoughlin, qui incarne le personnage du Capitaine S.T.A.R., se souvient avoir porté son costume entre décembre 1978 et avril 1979. Nelson mentionne l'utilisation de près de 1 200 storyboards pour le film mais ceux pour aider à la prise de vue n'ont été dessinés qu'au printemps 1978. Comme vu dans les sections consacrées aux effets spéciaux et aux décors, le tournage se déroule aux Walt Disney Studios à Burbank. Lors du tournage, l'actrice Yvette Minieux a été interviewée aux studios. Le journaliste précise qu'elle déjeune tous les jours avec sa sœur, coiffeuse de profession, dans la Coral Room l'espace de restauration dédié aux responsables et vedettes du studio.
En raison du souhait de donner un aspect flottant aux costumes et aux robots, l'équipe utilise une grande quantité de câbles pour rendre compte de cet apesanteur sur le tournage, bien plus que pour le film Monte là-d'ssus (1961) dans lequel un scientifique inventait une matière permettant de bondir sur des distances ou des hauteurs exceptionnelles. La production demande au costumier Bill Thomas de créer des vêtements qui ne soient ni du passé, ni du présent ni du futur, juste fonctionnel. Pour le Palomino, l'équipage devait avoir un uniforme unisexe, du moins peu différencié, ce que Thomas a altéré avec des touches roses pour Yvette Minieux. Gordon Cooper a proposé les costumes pour la scène dans le vide du trou noir avec des vêtements gonflant mais les acteurs ont refusé d'apparaître comme des concombres et finalement la production a fait appel à la licence artistique pour cette scène ; l'effet du vide stellaire n'existe pas. Les acteurs utilisaient des pistolets lasers munis de petites diodes pour que les animateurs sachent quand ils tiraient en post-production.
Pour Gary Nelson, la scène la plus compliquée était celle de combat entre l'équipage et les robots du Cygnus qui, avec leurs costumes, n'avaient aucune vision périphérique et devaient combattre sur une passerelle. La scène a été tournée sur plusieurs jours et personne n'a été blessé malgré les nombreuses chutes prévues dans le scénario. Nelson se souvient que le plus compliqué lors du tournage concernait certains angles de caméra pour donner l'illusion d'une salle entière, alors que le plateau n'en reproduit que la moitié. Une scène devait utiliser une immense grue pour soulever la maquette du Cygnus dans un immense plateau, mais la grue aurait dû être inventé entièrement et la scène a donc été supprimée. Une autre scène difficile concernait les débris volant à bord du vaisseau qui a nécessité de projeter près de 125 objets dans les airs sur les acteurs et figurants, sans protection. Nelson raconte que Peter Ellenshaw s'occupait des séquences avec des effets spéciaux et qu'il essayait d'être le plus présent possible.
Nelson explique que John Barry a vu le film au moins deux fois avant de réaliser la bande originale. Mi-août 1979, Gary Nelson indique au magazine Mediascene Prevue que l'enregistrement de la bande sonore est prévue pour septembre et le doublage pour octobre, avec une finalisation dans les temps pour novembre. Il passe beaucoup de temps au montage et profite de l'installation des décors, qui dure entre une et deux heures, pour travailler avec les monteurs dans une caravane. Parfois il doit rejoindre le plateau de tournage des miniatures. Jim Steranko qui l'interview demande des précisions concernant les rumeurs d'épilogue après le passage derrière l'horizon du trou noir, les personnages étant intégrés à une fresque de la chapelle Sixtine ou un drapeau américain, voir déposer en haut d'une montagne à la préhistoire. Nelson lui répond que les sept dernières minutes du film sont totalement inconnues même des scénaristes crédités pour le film et que la fin définitive n'a jamais été écrite. Nelson révèle aussi que c'est le service publicité Disney qui est à l'origine de certaines rumeurs, cinq fins du film ont ainsi été propagées dans des conventions de science-fiction. Certaines de ces rumeurs ont été écrites par Nelson. Paul Sammon explique que ces rumeurs sont de l'arithmétique pure, et qu'il faut des rumeurs pour qu'un film attire des spectateurs, on utilisera plus tard l'expression « faire le buzz. » Il s'interroge sur le bienfondé de celle de la chapelle Sixtine.
Nelson est aussi intervenu après la fin du tournage avec les acteurs, ce que l'on considère comme de la post-production. Il restait des séquences avec des miniatures, les effets sonores et le doublage.

### Bande originale
Pour la musique du film, le studio fait appel à John Barry, auteur du James Bond Theme, afin de donner un style James Bond au film. La bande originale est la première à être enregistrée en numérique ; elle permet sur les éditions DVD d'avoir un son clair,. John Barry fait intervenir un grand orchestre de 92 instruments.
Pour mettre en musique les robots, l'équipe a cherché à la fois à donner une identité sonore aux images en fonction de leur type, mais aussi de créer une ambiance pour l'intégralité du film. Les ingénieurs du son et mixeurs ont défini un plan pour ces identités, avec une grande variété de sons allant des chocs aux bruits électroniques. Le trou noir possède une résonance et même le gigantesque vaisseau Cygnus possède des échos, voire des grognements et des pleurs lorsque la gravité torture son immense squelette métallique.
Les meilleurs morceaux de la bande originale, composée et dirigée par John Barry, ont été publiés sur un 33 tours par Disneyland Records en 1979,. Le 23 août 2011, Intrada Records a publié l'intégralité de la bande son sur disque compact,. Cette édition CD mentionne un enregistrement effectué entre le 17 septembre 1979 et le 24 octobre 1979 au Warner Bros. Amigo Studios,.

### Post-production
Paul Sammon indique que le tournage a pris fin en mars 1979 et qu'ensuite les équipes de post-production dont celle des effets spéciaux ont travaillé à plein régime. La post-production s'étale jusqu'en novembre 1979 à un rythme effréné et toutes les équipes s'en plaignent. Sammon liste les équipes suivantes effets spéciaux optiques et sonores, les explosions, les maquettes, le matte painting (pour les décors) et l'animation. Ce dernier reste synonyme des studios Disney et est dirigé par Joe Hale.

#### L'animation
Joe Hale explique qu'après le tournage, le service animation a réalisé de nombreux éléments comme les lasers, leurs impacts, les éléments de perception extrasensorielle dans les yeux de V.I.N.CENT, la combustion des propulseurs fusées, les éléments électriques ou les moniteurs du Palomino. Au sujet des lasers, l'équipe s'est plaint que les acteurs tenaient mal leur pistolet ratant constamment leur cible, ce qu'elle devait corriger. Il mentionne par exemple Yvette Mimieux que ne lui semble pas avoir joué au cowboys et aux indiens étant jeune car elle tirait toujours au plafond ou à l'opposé de la cible. Mais les autres acteurs tiraient en continu ce qui aurait selon Hale donné l'impression d'un combat à la Star Wars. Les cibles atteintes si les trajectoires avaient été suivies auraient donné l'image de personnes du même camp se tirant dans la tête les uns des autres. Hale indique que les lasers ont été dessinés sur cinq images à chaque fois. Pour les combats de robots, les techniciens ont orienté les maquettes pour avoir les bons angles de tir.

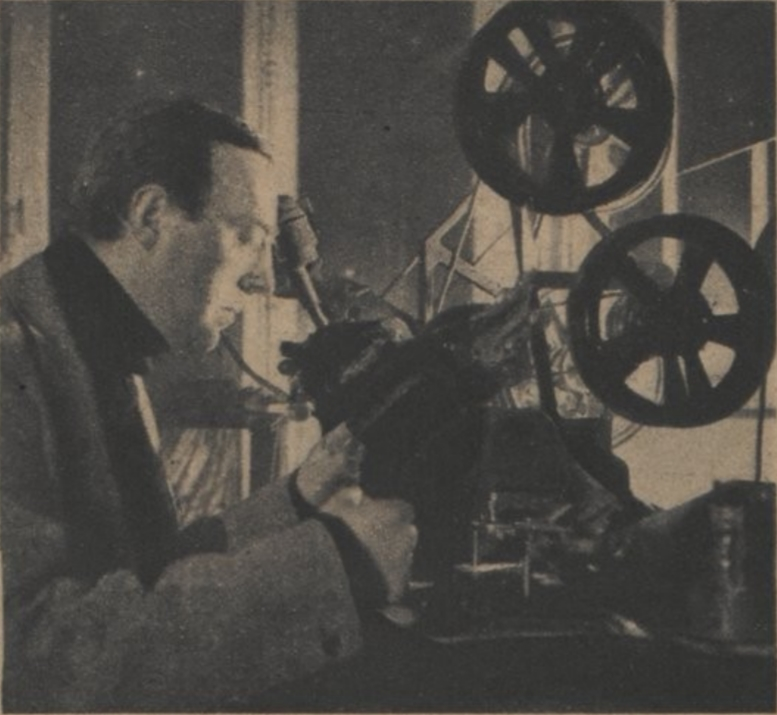
Caméra Moviola, ici utilisée par Paul Grimault en 1945.

Dorse A. Lanpher précise que l'équipe d'animation n'a pas utilisé la rotoscopie pour dessiner les rayons lasers mais la méthode traditionnelle photostatique. Les photostats ont été pris depuis la caméra multiplane ou la Moviola et replacées parfaitement dessus. Lanpher a proposé une demi-douzaine de style de lasers différents avant que Peter Ellenshaw et Ron Miller en sélectionnent un. L'équipe a aussi choisi de ne pas utiliser le même bruitage sonore pour les lasers que dans Star Wars qu'elle associe à des « bang! bang! bang! ». Hale explique que pour éviter une cacophonie lors de la scène des douze robots sentinelles positionnés sur une passerelle tirant sur les héros avec leur deux pistolets lasers à double canons, potentiellement 48 tires simultanés, l'équipe a décidé de chorégraphier les tirs.
Lanpher indique qu'après le dessin des lasers, la seconde tâche par son importance consistait à rendre les écrans du Palomino vivants. Chronologiquement, c'est la première tâche réalisée par les animateurs durant près d'un mois. Les informations présentes sur la quarantaine d'écrans réalisés sont la position des étoiles ou le stock de carburant, d'après des esquisses de Joe Hale. Initialement seulement la moitié des effets spéciaux en animation était prévu mais comme le rendu ajoutait au film, l'équipe a réalisé d'autres animations. Joe Hale liste dans cette catégorie de petits plus, les effets électriques sur le torse des sentinelles lors des impacts de lasers ou le champ magnétique sous V.I.N.CENT. Ce magnétisme serait une idée de Peter Ellenshaw pour indiquer que le robot reste attaché au vaisseau. Une autre animation non prévue à l'origine concerne la mort du docteur Alex Durant (joué par Anthony Perkins) tué par Maximilian. Pour éviter la présence de sang lorsque le corps est jeté dans le réacteur, ou pire, le corps a été entouré d'un halo électrique.
Lanpher estime entre 200 et 250 le nombre de scènes utilisant des animations et considère que le travail est réussi si cela semble naturel et que le public ne s'en aperçoit pas. La scène dont Lanpher est le plus fier est celle de l'hôpital nommée Reel 10 quand le docteur Kate Mac Crae (Yvette Mimieux) est presque transformée en humanoïde et où l'on voit les humanoïdes être rechargé en énergie. Lanpher reste insatisfait par l'animation des moteurs du Cygnus qui ne semblent pas assez puissants. Il avait réalisé une animation sur 14 étapes d'une « banderole chauffée à blanc se refroidissant en une longue flamme bleue » mais les monteurs l'ont réduite à huit, principalement pour baisser la luminosité.

#### Peinture matte et matte scan
Comme vu dans la phase de préproduction, l'équipe utilise le matte painting. L'utilisation de ce procédé permet de tricher sur les décors. Peter et Harrison Ellenshaw donne l'exemple d'une scène avec un couloir qui lors du tournage faisait 70 pieds (21 m) mais qui grâce à un décor peint donne l'impression de faire 1 500 pieds (457 m).
Le grand nombre d'œuvres de matte painting a été assemblé avec les prises de vues réelles en post-production même si leur élaboration avait commencé très tôt. Afin d'intégrer ces peintures dans le film, le studio utilise une autre technologie développée en interne le matte scan qui permet d'avoir une infinité d'objets se déplaçant indépendamment. Cette technologie a été inventée en 1971 par David Snyder employé de WED Enterprises pour les studios Disney. C'est à la demande d'Ub Iwerks qu'il conçoit une machine automatisée de cache/contre-cache, mais Iwerks meurt en juillet et n'a jamais vu l'invention. Le matte scan utilisait une caméra Bell Howell 2709, appareil inventé en 1912. Le grand nombre d'œuvres prévues pour Le Trou noir a permis de justifier l'attribution d'un budget pour le développement du matte scan.
Un projet devait intégrer une perceuse automatisée par ordinateur pour faire des trous dans les bandes de film, sur le principe de la règle à tenons. L'équipe a commencé à utiliser le système de matte scan en septembre 1978,, en phase de test. Techniquement l'appareil a coûté 100 000 dollars à l'époque et comprend une énorme lentille Bausch & Lomb fabriquée pour Vingt Mille Lieues sous les mers (1954).
Le véritable travail d'assemblage avec le matte scan pour le film débute en janvier 1979 et se poursuit jusqu'en octobre 1979 sous la supervision d'Harrison Ellenshaw, assisté de David Mattingly et Constantine "Deno" Ganakes. L'équipe travaille en alternance pour pouvoir tenir les délais. Les peintures sont réalisées sur des plaques de verres à des tailles proportionnelles au film avec de la peinture acrylique. Les scènes associées à ces peintures sont tournées avec du matériel VistaVision et composées par rétroprojection des masters YCM, nécessitant trois expositions. S'il y a plusieurs parties pour le décor, alors chaque plan nécessite ses expositions propres démultipliant la charge de prise de vues. Harrison Ellenshaw justifie l'usage de la VistaVision par la qualité du négatif et de sa bonne résolution, aussi utilisée sur Star Wars qui a permis une meilleure qualité lors de la rétroprojection pour assembler la peinture matte et la prise des vues des acteurs. David Mattingly, alors juste un assistant, se rappelle avoir eu de la chance chez Disney sur la préparation des peintures matte car il a pu travailler directement sans passer par l'étape de nettoyage des pinceaux.
Pour la scène de la pluie de météores, seule une moitié de la console a été construire en plateau, le reste se décompose en une peinture matte de la salle et un dessin d'Art Cruickshank de météores en forme de balles de ping-pongs. Cruickshank précise qu'il a fait rouler différentes tailles de balles vers la caméra le long d'une pente de 40 pieds (12,192 m) dans le Stage 3 durant deux semaines. Toutefois le plus gros météore était une boule de 36 pouces (91,44 cm) de diamètre en plastique fondu remplie de cellophane pour laisser passer une lumière rouge placée derrière et montée sur un manche pour la faire bouger latéralement. Il a servi dans la maquette au 1/2e du Cygnus. Terry Saunders se souvient que la direction du studio était venu voir la première prise mais le système n'a pas fonctionné et ce n'est qu'après le départ des chefs que la prise fut bonne.
La scène du long couloir principal du Palomino comporte une peinture matte pour simuler sa longueur tandis que la portion du décor apparait en noir sur la peinture. La scène du « Grand parapluie », l'espace donnant sur le gigantesque corridor du Cygnus au milieu duquel se trouve l'ascenseur menant à la passerelle (la tour de commande) a été dessinée par David Mattingly d'après un concept de Peter Ellenshaw. Paul Sammon indique que la scène de l'entrée du centre agricole est un exemple de bon usage de la peinture matte et du Matte Scan pour faire des économies de décors, l'ensemble des vitraux et câbles sont peints. Pour cette scène, Sammon précise que seul des professionnels expérimentés des effets spéciaux peuvent détecter l'usage de cette technique.
Pour Harrison Ellenshaw, l'utilisation du matte scan a permis d'éviter les problèmes de vibration et de frange (des bavures en bord de zones) lors de la composition des prises de vue et des œuvres de matte painting. Harrison Ellenshaw ajoute que c'est l'innovation majeure du film et qu'elle était attendue depuis longtemps. David Mattingly ajoute que cette celle-ci a permis de rendre la peinture moins visible, plus naturelle. Peter Ellenshaw se rappelle que faire des peintures matte semblant bouger prenait une semaine, temps réduit à une heure avec le Matte scan.

#### Montage et son
Paul Sammon indique qu'une fois l'ensemble des prises de vues achevé (acteurs, maquettes et effets spéciaux), l'équipe photographie a pris le relais pour assembler les différents rushs. Cette équipe comprend vingt personnes, utilisant sept imprimantes optiques et trois imprimantes contacts, dirigée par Eustace Lycett qui est assisté par Bob Broughton. L'équipe commence son travail en mai 1978. Il est nécessaire de filmer la composition des 300 œuvres de matte painting avec les prises de vues réelles. Eustace Lycett dénombre entre 200 et 300 prises de vues en écran bleu pour le film alors que l'équipe se considérait comme chargée quand un film en comptait 30 ou 40.
En mars 1979, Bill Wylie commence son travail sur les effets sonores du film. Il est rejoint en juillet par Stephen Katz, consultant pour les laboratoires Dolby comme assistant. Wylie précise à Paul Sammon qu'il n'enregistre pas les sons du plateau mais crée des sons tridimensionnels avec des outils numériques au plus proche de ce qui pourrait être. Katz ajoute que presque aucun son n'a été repris de la bibliothèque sonore des studios Disney. Le son du changement des hologrammes reprend en partie celui de l'éjection d'une photo d'un Polaroid. Wylie avoue avoir pris le film Star Wars comme source d'inspiration, dans le principe, avec l'utilisation de nombreux sons produits par des objets électroniques. Le film comporte près de 200 effets sonores, certains créé par accident, d'autres ayant nécessité une ou deux heures sur un synthétiseur. Katz indique qu'un bon bruitage ne doit pas être ressenti comme au-dessus de l'image ni l'inverse. Wylie déclare que l'outil de base du bruiteur est un magnétophone à bande magnétique 1/4 de pouce (comme les Nagra). Ensuite de nombreux appareils sont utilisés comme les synthétiseurs, les harmoniseurs ou des ordinateurs. Wylie explique que les sons d'ambiance étaient joués dans une salle de cinéma de manière à les faire passer de gauche à droite, de les faire tourner pour enfin emplir la salle. Pour le son des lasers, Wylie faisait faire des aller-retours entre les enceintes pour simuler les ricochets.

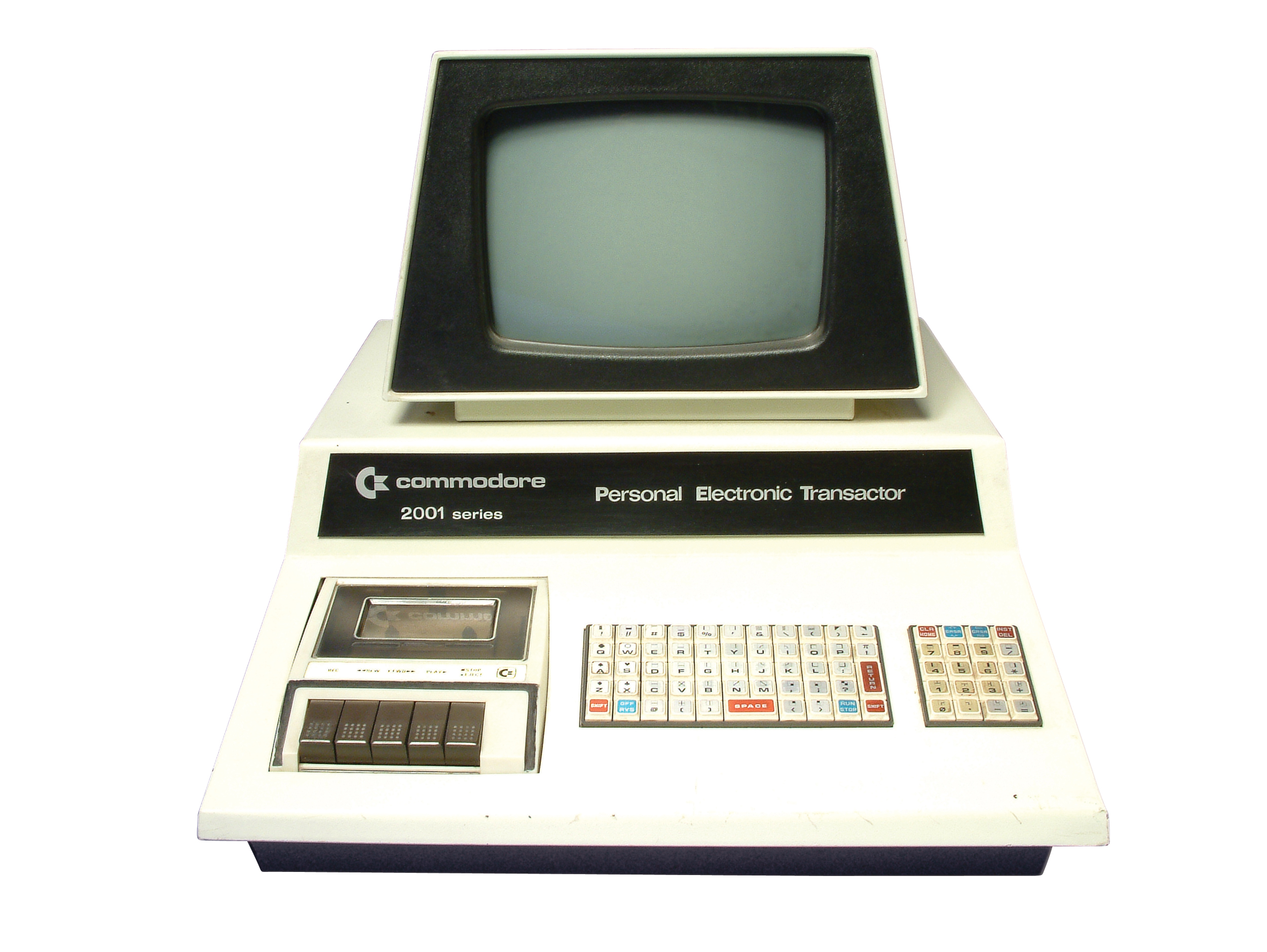
Un Commodore PET.

Le son du trou noir provient d'hydrophones plongés dans un vieux jacuzzi. La voix du robot Maximilien est un grognement de panthère métallisé, ensuite modifié sur un Commodore PET. Pour V.I.N.CENT., Gary Nelson et Steve Katz ont préféré ne pas dupliquer R2-D2 et Katz a juste fredonné dans le micro d'un synthétiseur Korg. Mais leurs paroles sont celles de Roddy McDowall et Slim Pickens retravaillées principalement avec des effets métalliques. Pour le Palomino, l'équipe a utilisé le son de vraies fusées de la NASA. Les sons ont été retravaillés par les équipes de Dolby principalement dans les aigus et dans certains graves trop profonds. Katz rappelle qu'avant l'arrivée du Dolby et des technologies numériques, le son et les bruitages conservaient les mêmes techniques que dans les années 1930, celle du Chanteur de jazz (1927).

### Un budget important à double tranchant
Le budget du film Le Trou noir est deux fois supérieur à la précédente production Disney utilisant beaucoup d'effets spéciaux, Peter et Elliott le dragon (1977). Le budget de Peter et Elliott le dragon est estimé à 10 millions de dollars. En septembre 1979, la revue Mediascene Prevue dans un important dossier en trois parties consacré au film évoque un budget de 17,5 millions de dollars. Nelson rappelle dans cette interview qu'il avait prévu un tournage de 140 à 150 jours pour un budget de 17 millions de dollars et qu'il est resté dans ce planning même si la production espérait descendre vers 120 jours.
Paul M. Sammon et John Culhane évoquent un budget de 20 millions de dollars,. Ce budget est à comparer aux 11 millions de dollars du premier Star Wars qui a généré plus de 420 millions de dollars de recettes dans le monde. Le calcul effectué par les différents studios d'Hollywood a lancé la production de plusieurs films de science-fiction. Terry Lawson du Dayton Journal Herald mentionne en décembre un budget de 26 millions de dollars qui reste inférieur aux 35 millions de dollars officiels de Star Trek, le film mais qui pourraient en réalité avoisiner les 45 millions. Sammon écrit que le film est une tentative de toucher un public plus large et constitue la première tentative dans la science-fiction. À cela s'ajoute un budget de 6 millions de dollars en publicité. Le Trou noir est catalogué dans les films à gros budget de science-fiction de la fin des années 1970, et Sammon ajoute « avec une vengeance ». Pour Lawson, si c'est un succès le film pourrait sortir le studio du marasme dans lequel il est à la fin des années 1970 et repositionner le studio comme une Major du cinéma. Dans le cas contraire, la machine à rêve devra se contenter d'une ressortie de ses classiques d'animation deux fois par an et quelques nouveaux films comme ceux avec Don Knotts.
Tous les départements du studio ont participé à cette production durant 6 ans. Le film comporte aussi un scénario aventureux et le tout combiné, fait dire à Paul Sammon que le film a toutes les chances d'être un classique de Disney ou une des plus coûteuses erreurs du studio. Selon Sammon, la conception du film débute avec le plus prestigieux groupe d'artistes d'effets spéciaux du secteur, presque chacun d'entre eux ayant été récompensé d'un Oscar. Pour le Dayton Journal Herald, dans la guerre des étoiles, la prochaine étape est du côté de L'Empire contre-attaque (1980). Le film ne présente pas le logo de Walt Disney Productions mais celui de Buena Vista Distribution, à la suite d'une proposition du réalisateur Gary Nelson,.

### Multitude de produits dérivés promotionnels
En raison des nombreux films du même genre en compétition à l'époque, les studios rivalisent pour les budgets promotionnels. Disney dépense 9 millions de dollars en publicité, autant que Paramount pour Star Trek, le film. Sur cette somme, trois millions de dollars concernent les sociétés marchandes pour les jouets, les livres et autres objets. L'entreprise propose plus de 500 produits dérivés. Le reste de la somme concerne la publicité à la radio, à la télévision et dans la presse qui débute le 1er décembre 1979. Gary Nelson se souvient toutefois que durant la production, malgré le souhait de la direction du studio d'avoir un peu plus de produits dérivés, la décision d'avoir un film moins Disney a fait que certains produits n'entraient pas dans l'histoire.
Le Washington Post liste quelques-uns de ces produits dérivés. Mego Toys a par exemple produits 6 millions de figurines Le Trou noir, 375 000 maquettes, des jeux portables et de table, des jeux électroniques, des robots motorisés et des engins spatiaux en plus d'une campagne de publicité de ses produits à hauteur de 1,5 million de dollars dans la presse et à la télévision. Dole Corp. of Hawaii dépense autant pour des produits labellisés Le Trou noir vendus dans plus de 8 000 supermarchés avec des affiches et une campagne publicitaire dans les magazines. Walt Disney Records a pressé un million d'albums de la bande originale tandis que Walt Disney Educational Media a édité des versions 8 mm pour les écoles. Le journal liste aussi 300 000 kits de papeterie, 100 000 affiches, 325 000 T-shirts, 50 000 pyjamas, 90 000 draps et taies d'oreiller, des cerfs-volants, des boîtes à repas, des chemises de sport, des espadrilles, des chaussures, des peignoirs, des chapeaux, des écharpes, des serviettes de plage, des sacs de couchage, des rideaux et des montres.
À partir d'octobre 1979, des accroches publicitaires d'une minute contenant des extraits du film, action et effets spéciaux, sont diffusées sur NBC principalement dans l'émission Disney's Wonderful World mais aussi une rediffusion de Vingt Mille Lieues sous les mers (1954). Le studio organise aussi un concours avec Dole Pineapple grâce auquel on pouvait gagner cinq séjours de 7 jours à Disneyland avec visite des studios Disney ou l'un des 10 000 disques de la bande originale du film.
L'éditeur Ballantine Books, propriétaire de Del Rey Books a imprimé un million de copies d'un roman Le Trou noir disponibles à partir de Thanksgiving 1979 dans ses 7 000 boutiques. D'autres éditeurs et publications sont aussi de la partie comme Random House avec 150 000 calendriers, 200 000 romans-photos du film et 600 000 livres tirés du film labellisés Disney. Golden Books propose des publications pour les plus jeunes avec un million de livres avec des poupées, des livres de coloriages, des puzzles, des livres avec des posters le tout disponible dans un réseau de 20 000 boutiques.
L'histoire du film a été mise en roman par Alan Dean Foster, édité chez Del Rey Books et traduit en français chez J'ai lu. Une autre adaptation a été éditée en 1980 dans la collection Bibliothèque rose tirée du film et traduite de l'anglais par Philippe Rouard et illustrations de Philippe Cousin.
Une première bande dessinée en comic strip de 26 pages a été publiée entre le 2 septembre 1979 et le 24 février 1980 avec Carl Fallberg au scénario, Jack Kirby au crayon et Mike Royer à l'encrage. Jack Kirby est le célèbre auteur de comics qui a créé pour l'éditeur Marvel Comics, de nombreux super-héros comme les Quatre Fantastiques, L'Incroyable Hulk, Thor, les Vengeurs ou les X-Men. Elle est adaptée en France en feuilleton dans le Journal de Mickey pendant 5 semaines (du numéro 1475, daté du 5 octobre 1980, au numéro 1479 daté du 2 novembre 1980).
Une seconde bande dessinée de 48 pages en couleur de Mary Carey avec des dessins et encrages de Dan Spiegle est publiée entre mars et mai 1980 dans le dernier numéro du magazine Walt Disney Showcase,.
Un album de vignettes Panini est sorti fin 1979, début 1980 en France. Titré The Black Hole : le trou noir, il compte un total de 144 vignettes autocollantes. En France, deux livres-disques sont édités par Adès, un 33 T narré par Robert Hossein et un 45 tours narré par Jean Topart.
Peu avant la sortie du film, le magazine Mediascene Prevue réalise un dossier comprenant une interview de l'équipe de production par Carl Sagan en septembre 1979 et une autre du réalisateur Gary Nelson par Jim Steranko datée du 16 août 1979.
La première projection test est organisée le 18 novembre 1979 dans un cinéma local de La Nouvelle-Orléans. La réponse est favorable et le studio Disney lance l'exploitation. Le 22 novembre 1979, Johnny Carson évoque le film dans son émission.

## Sortie et accueil

### Campagne promotionnelle et classification
Tout comme L'Île sur le toit du monde en 1974, Le Trou noir a été accompagné d'une importante campagne publicitaire. Le journaliste John Culhane assure même la promotion du film dans une série de rendez-vous dans des campus de lycées. Cette superproduction de Noël sort en parallèle de Star Trek, le film. Le film fait partie d'une importante compétition entre les studios d'Hollywood avec plusieurs films sur l'espace après le succès de La Guerre des étoiles en 1977. Fin novembre 1979, le Washington Post recense six films totalisant 127 millions de dollars de budget ayant pour thème la guerre spatiale pour l'année en cours. Le premier est Star Trek, le film à partir du 7 décembre, suivi par Le Trou noir de Disney, L'Empire contre-attaque en mai 1980 et fermant la marche Flash Gordon en décembre 1980 produit par Dino De Laurentiis. Les deux autres sont Superman 2 (1981) et La Femme qui rétrécit (1981).
C'est le premier film produit par Disney à être classé PG au niveau de la Motion Picture Association of America, à savoir Accord parental souhaitable. Toutefois un autre film est aussi classé PG, Take Down mais il est seulement distribué par le studio et non produit. De plus, d'autres films Disney ont eux été reclassé lors de leur ressorties comme L'Île au trésor (1950) ou La Baie aux émeraudes (1964). Le film débute avant la diffusion du générique d'ouverture.

### Sorties en salles

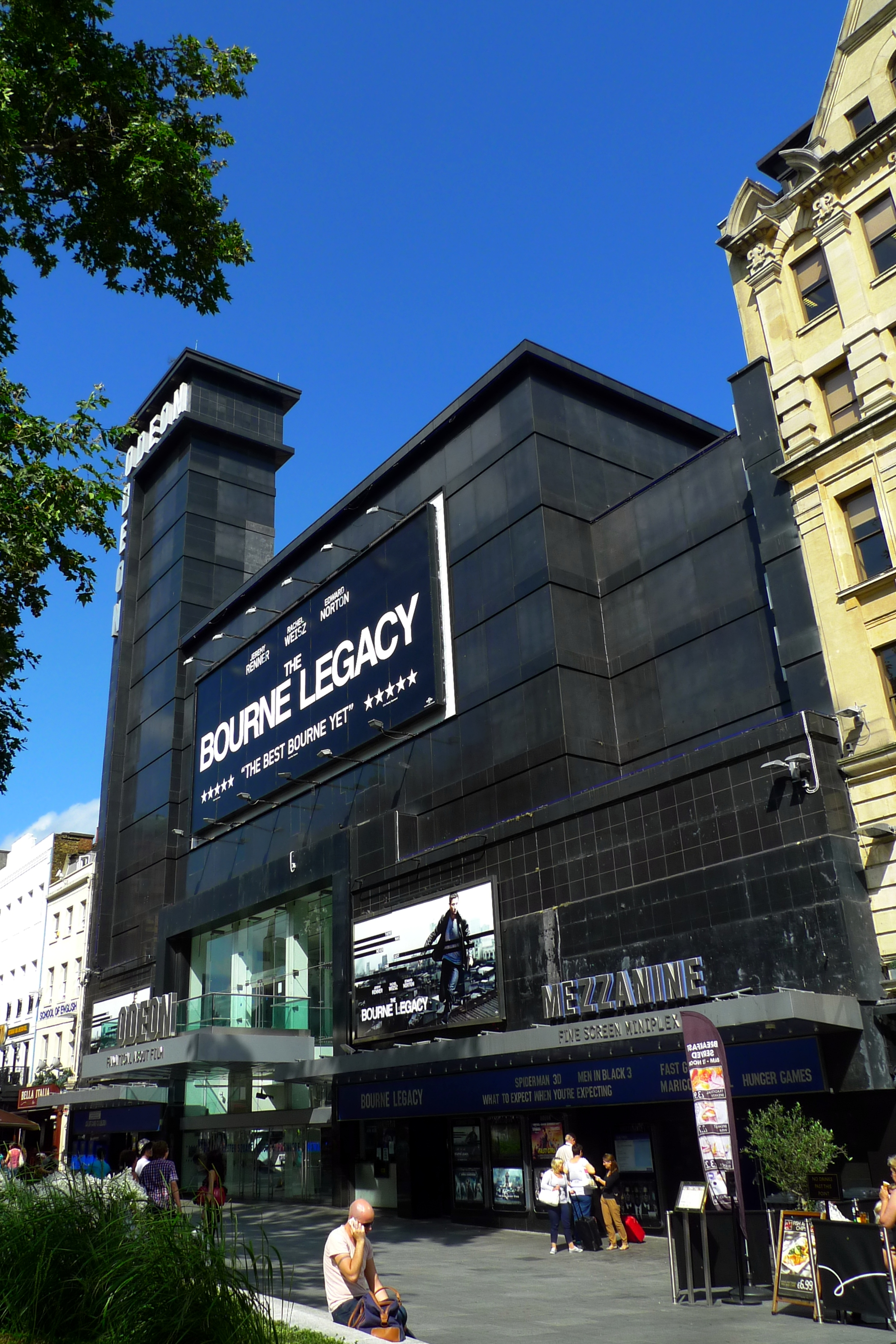
La salle Odeon Leicester Square en 2012

Le film sort le 18 décembre 1979 au Royaume-Uni et le 20 décembre 1979 aux États-Unis,. Le film est disponible dans plus de 700 salles, juste en dessous des 869 salles prévues pour Star Trek. La première londonienne a lieu au Odeon Leicester Square avec une diffusion en 70 mm. La première américaine a lieu au Century Plaza Theatres à Los Angeles,. Le film est diffusé au format 70 mm avec la technologie Technovision.
À New York, le film est annoncé le vendredi 14 décembre au National Theater et au Loew's 86th Street Theater. Il est diffusé au Loew's Orpheum Theatre le 21 décembre et plusieurs salles de la 86e rue, de la 44e rue et de Broadway.
À la fin de sa première semaine d'exploitation dans 889 salles, le film récolte 4,738 millions de dollars.
Le film est sélectionné dans les catégories meilleure photographie et effets visuels des Oscars du cinéma.
Mais le résultat au box-office n'est pas celui attendu. En mai 1980, les résultats ne sont pas encore annoncés mais le studio annonce une sortie anticipée du film à la location espérant récolter 25 millions d'USD. Le film rapporte environ 35 millions de dollars au box-office d'Amérique du Nord, pour un budget de production de 18 500 000 $ auquel s'ajoute 9 millions pour la publicité. Selon John West, c'est la production du studio qui récolte le plus d'argent mais loin d'être rentable, devancé au niveau de la rentabilité par Rox et Rouky (1981). En France, il réalise 1 401 484 entrées dont 472 212 pour la semaine du 21 octobre 1980.
En septembre 1980, plusieurs films dont Le Trou noir, Davy Crockett et Vingt Mille Lieues sous les mers sont disponibles en vidéocassettes à la location, à la suite d'un partenariat noué en mars 1980 avec Fotomat. Le film récolte 25 millions de dollars grâce aux circuits de locations de vidéo. Le mauvais résultat du film pousse le studio à retirer la mention Disney sur sa production suivante Une nuit folle, folle (1980).

### Accueil critique
Pour Janet Maslin du New York Times, le film « est attrayant, sans prétention, parfois assez vif et parmi les cascades les plus sensationnelles il y a un plan d'un énorme météore en fusion roulant vers un équipage minuscule ». Maslin considère la durée du film de 97 minutes comme une preuve d'une absence d'artifice pour l'allonger. Gene Siskel du Chicago Tribune trouve le film « non pas mauvais mais ennuyeux » et affirme « qu'il faut beaucoup trop de temps pour obtenir le bien moins que grand final, dans laquelle un méchant de l'espace et quelques bons gars font face à une étoile effondrée et son énorme attraction gravitationnelle ». Siskel conclut que les acteurs et l'histoire obscurcissent le travail sur les effets spéciaux. Roger Ebert du Chicago Sun-Times n'attribue que deux étoiles sur quatre et écrit que qu'« il y a quelque chose d'affectueusement humain dans notre capacité à prendre les idées les plus étonnantes et à les traiter comme des histoires triviales ». Richard Schickel du Time Magazine reconnait que dans le film, « la bande originale est surpuissante, les escouades de méchants sont menaçantes et surtout le principe des deux adorables robots est un vol manifeste à Star Wars, parce malgré toute cette flatterie sincère, un scénario et des performances de comédiens simplement adéquates, le plus fou c'est que cela marche ». Citant George Lucas pour qui les films sont binaires, soit il fonctionnent soit il ne fonctionnent pas, Schickel semble classer Le Trou noir dans la seconde catégorie. Jeb Rosebrook, scénariste du film, s'étonne que le studio Disney engage Gary Nelson, réalisateur primé mais n'ayant jamais réalisé de film à gros budget, partant donc vers l'inconnu malgré leurs pratiques traditionnelles alors que le studio concurrent Paramount a préféré la sécurité en engageant Robert Wise pour réaliser Star Trek, le film qui est sorti frontalement. Paul Sammon trouve dommage cette sortie concomitante pour le premier grand film d'aventures de Disney depuis Vingt Mille Lieues sous les mers (1954), le public devra donc se scinder et avoue qu'il ira voir Star Trek, film que les fans attendent depuis dix ans. Il considère toutefois que le « film promet d'être visuellement étourdissant et avec de la chance peut-être plus. » Keith Roydson du Muncie Evening Press rebaptise le film « la blague noire » et qu'« il pue l'imitation ». Il ajoute que le studio décline depuis la mort de Walt Disney. Lane Crockett du Shreveport Times s'interroge sur la tranche d'âge visée par le film mais titre que ce n'est pas pour les adultes. Lane Crocckett  et le Morning News de Paterson précisent que c'est le film le plus cher jamais réalisé par le studio Disney,. Il ajoute que le film est un peu fou avec un acte central ridicule et une fin embarrassante.

#### Ellenshaw et les effets spéciaux, point fort du film
Pour John Culhane du The New York Times, le film propose une nouvelle forme d'animation, conçue par ordinateur. La longue séquence du voyage vers le trou noir, est pour Schickel, « un mélange intelligemment mis en scène d'action, d'effets mécaniques et photographiques aussi spectaculaire que jamais accompli - époustouflant. Le voyage dans le trou noir qui suit est trop inspiré par 2001, l'Odyssée de l'espace, mais il y a quelques références visuelles amusantes à Fantasia, qui équilibre le tout ». Pour Terry Lawson du Dayton Journal Herald, la vraie star du film n'est pas Anthony Perkins mais Peter Ellenshaw, alors âgé de 66 ans et responsable des effets spéciaux. Pour Janet Maslin, « les effets spéciaux sont raffinés, et le design encore plus. Les décors sont si accrocheurs, en fait, qu'ils détournent l'attention des acteurs, ce qui dans les films de ce genre est presque toujours une bonne idée ». Le voyage dans l'espace en devient moins austère avec les petits détails du films comme les tableaux sur les murs ou les grandes fenêtres. Siskel loue les effets visuels du film. Schickel salue aussi les effets visuels et la conception des miniatures qu'il qualifie de « mélange amusant de peluche et de technologie ». Roydson dit que les effets spéciaux sont les seuls bons éléments du film. Pour Schickel, grâce aux effets spéciaux et dessins de Peter Ellenshaw, le film n'a pas le pompeux de Star Trek. Danny Lee explique que la plupart des effets spéciaux ont été réalisés dans l'urgence sans prendre le temps de regarder en arrière. Bien qu'Harrison Ellenshaw considère le système du matte scan comme la véritable innovation du film (devant l'A.C.E.S.), Paul Sammon précise que cette technologie nécessite ensuite d'avoir recours à deux « vénérables techniques », la projection arrière et le Technicolor trichrome. Harrisson Ellenshaw critique le département publicité de Disney qui l'a « rendu célèbre mais inconnu en même temps [..] par l'absence de reconnaissance », citant comme exemple le magazine American Cinematographer dans lequel son travail sur Star Wars ou Peter et Elliott le dragon (1977) n'est pas mentionné dans les articles respectifs dédiés à ces films. Il précise que souvent le spectateur lit le lieu et la date mentionnés à l'écran sans savoir que derrière le paysage est une peinture, sauf quand elle est mauvaise. Harrisson Ellenshaw considère que 10 % des 150 peintures matte du film sont mauvaises et que la reconnaissance pour son métier est difficile à obtenir. Il ajoute que les peintures matte sont des portes ouvertes sur l'âme du peintre et que le public sait reconnaitre les bons des mauvais.
Pour le vaisseau, Schickel y voit un mélange amusant de peluche et de technologie, qui lui rappelle le sous-marin du Capitaine Nemo dans Vingt Mille Lieues sous les mers (1954). Ebert critique aussi le vaisseau en lui-même qui ressemble beaucoup à ceux de Star Trek et Alien mais dont la taille digne d'un manoir spatial Cygnus avec ses longs couloirs, hauts-plafonds et larges salles n'a rien de réalistes car dans l'espace chaque mètre carré coûte très cher. La raison de cet immense volume serait selon Ebert une occasion donnée aux artistes d'effets spéciaux d'être fous furieux mais les intérieurs sont avant tout des aplats colorés. Ebert fait aussi un parallèle entre le Cygnus et le Nautilus du Capitaine Nemo avec son gigantesque hublot et aspect fantaisiste à l'opposé des vaisseaux spatiaux à la mode.
Gene Siskel considère que le robot V.I.N.CENT est un personnage du type R2-D2 qui fournit un effet comique désespérément nécessaire. Mais ce n'est qu'un R2-D2 flottant et sans bras parlant avec un accent britannique comme C-3PO. Pour Ebert, du côté des robots, le plus agréable ressemble à C-3PO tandis que le grand méchant reprend Dark Vador. Ebert soulève aussi une incohérence avec les armes plus proches des armes à feu alors que la technologie permet un voyage dans les trous noirs. Bob McCall se défend de n'avoir jamais eu l'intention de rendre V.I.N.CENT comme il est dans le film, le trouvant un peu absurde avec ses yeux peints et son aspect étagé. Il défend aussi sa version du Palomino plus contemporaine que la version finale qui n'a rien d'une projection dans le futur des technologies de l'époque. Il regrette que si peu de son travail soit présent à l'écran, sans pour autant être amer des décisions prises par la production.

#### Un scénario et une distribution très critiqués
Keith Roydson du Muncie Evening Press corrige la fiche technique indiquant que ce n'est pas quatre mais sept scénaristes qui doivent être crédités, et qu’il est donc difficile de trouver un coupable. David Mattingly indique que le style du réalisateur Gary Nelson est sérieux, très sec et concis, mais surtout éloigné de l'école traditionnelle de Disney représentée par Norman Tokar, plus juvénile. Mattingly ajoute que le film ne ressemble ni à Star Wars ni à Battlestar Galactica. Pour Siskel, l'idée de base de l'exploration spatiale d'un trou noir est intéressante. Ebert rappelle que le sujet du trou noir est descendu des « tours d'ivoire de Cambridge » vers les scientifiques américains de base jusqu'aux pages comiques [de la presse]. Les possibilités de scénario sont ahurissantes et sa préférée est l'analogie avec l'évacuation d'une baignoire donnant sur un univers voisin. Il poursuit en expliquant que « le film nous emmène jusqu'au bord de l'espace pour nous enliser dans un mélodrame bavard peuplé de savants fous et de maisons hantées ». Ebert critique le fait que l'on puisse voir le trou noir tourner depuis les fenêtres du vaisseau. Siskel compare aussi l'idée du trou noir à l'évacuation d'une baignoire dont on ne connait pas la destination et indique que tout le monde a déjà rêvé devant le tourbillon d'une baignoire. Roydson conclut que le film doit finir dans un trou noir. Mais Maslin considère que l'histoire d'une bande d'explorateurs et d'un méchant tyran de l'espace qui prétend être gentil, appartient plutôt à la bande dessinée et que dans les bandes dessinées c'est plutôt dans la gamme des livres pop-up. Le but du scénario est la connaissance ultime tandis que le méchant cherche la mise en esclavage ou la destruction. La quête de l'antagoniste l'amène dans le trou noir du titre, ce qui pousse l'équipe de production à réaliser un final grandiose qui, en comparaison avec l'heure et demie de comédie simpliste le précédant, semble un peu fou. Sally Odge Davis du New York Times Magazine écrit en novembre que le film Le Trou noir devait aider le studio à sortir d'une situation difficile avec un nouveau genre mais qu’au bout d'une semaine le public ne vient plus et les 50 millions d'USD envisagés n'ont pas été récoltés. Lane Crockett explique que Disney aurait pu toucher un public plus large en ajoutant du football américain, et ajoute que le studio n'arrive pas à sortir des machinations trop intelligentes à destination des enfants. Davis cite sans le nommer un critique cynique pour qui « le seul trou noir du film est le scénario, qui n'a pas de fin et le public n'en a pas été prévenu. »
Siskel critique la distribution, qualifiant les acteurs de « stars totalement mortes » et ajoutant que « si les acteurs sont payés pour exprimer des émotions, alors le casting de The Black Hole ne mérite même pas le salaire minimum ». Pour Siskel, les acteurs sont ennuyeux, et le spectateur n'a que faire de savoir s'ils sont morts ou vivants ; ils ne sont ni physiquement attirants, ni spirituels, ni courageux. À l'opposé, la jeune distribution de Star Wars semble apprécier sa participation au film, et celle d'Alien semble réelle avec son cynisme, « même Star Trek est plus drôle ». Crockett détaille les acteurs prestigieux qui ne parviennent pas à reproduire leur meilleur talent d'acteur, comme Perkins qui semble avoir l'esprit vide, ou Borgnine cumulant les seconds rôles dans des films médiocres. Pour Crockett, Scheel semble pitoyable et il s'interroge sur ce choix de rôle. Crockett estime que le niveau de classification est lié à la mort de plus de deux personnes, mais que si le film est pour les enfants, alors il est moyen, sinon, pour les adultes, c'est une erreur.
Coté scénario, Siskel considère que les personnages auraient dû passer plus de temps à combattre le trou noir et sa force au lieu d'en faire juste un final, après une longue bataille contre un méchant de l'espace. La lutte contre Reinhart occupe tellement de place dans le film que Siskel propose de le rebaptiser « Dr Max Reinhart ». « Le Dr Reinhart semble être juste un méchant teuton ayant transformé à son profit une mission gouvernementale américaine avec l'aide d'une armée de robots, à la tête de laquelle il a placé une arme ultime, Max, un clone de Dark Vador ». Roydson comprend qu'à la fin l'équipage est décimé, que les bons vont au Paradis et les méchants en Enfer, une fin sans aucune innovation, digne du pire vieux dessin animé de Disney. Pour Crockett, la fin est l'élément le plus embarrassant à laquelle il ait jamais assistée, mais il s'abstient de le décrire pour ne pas dévoiler cette fin qui doit être vue pour être crue.

#### De nombreuses critiques négatives
Dans sa revue du film pour le magazine Ares en 1980, Vincent Misiano conclut que le film « Le Trou noir est comme son homologue cosmologique, rien ne peut lui échapper pas même une lueur d'imagination ou d'inspiration [mais] Peut-être que si Pluto et Micky [sic] n'avaient pas été impliqués… ». Schickel conclut qu'il est « bon de voir les artistes de Disney faire ce qu'ils font le mieux à une échelle aussi grande et risquée ». Ebert conclut son article ainsi :

« Le problème fondamental avec Le Trou noir est qu'il ne relève pas vraiment le défi d'être une fiction sur un trou noir. Le trou noir est là, d'accord ; et les personnages le regardent et font des déclarations solennelles, et Maximilian Schell semble obsédé par cela, mais nous ne ressentons pas d'émerveillement. Il n'y a pas de crainte. Le trou noir est un gadget dont le film peut s'abstenir, entre le complot et les intrigues embarqués, et à la fin du film, il y a un gain visuel sensationnel. Mais d'une manière ou d'une autre, cela arrive trop tard : les événements qui l'ont précédée ont été si triviaux, si clichés, que le film n'atteint pas son apogée. Et alors, tu sais quoi ? Les trous noirs conservent leur réputation : rien ne peut leur échapper, pas même ce film. »

Andrew Epstein du Los Angeles Times se demande en mai 1980, lors de l'annonce de la sortie anticipée en vidéo du film Le Trou noir, si Mary Poppins va restaurer la confiance perdue envers les studios Disney, le joyeux film de 1964 ressortant en salle en pleine débâcle du studio à cause du film Les Yeux de la forêt.
En 1984, dans le tome 2 de The Aurum Film Encyclopedia consacré à la science-fiction, Phil Hardy fournit aussi une critique négative affirmant que Le Trou noir propose « le dialogue le plus lourd imaginable » et ajoute que l'apogée du film « n'a aucun pouvoir dramatique ». En 1985, Colin Greenland passe en revue le film pour le magazine Imagine et déclare : « Encore plus impressionnant que les effets spéciaux, vous avez la stupidité du script, et les robots mignons qui vous donneront envie d'être un ouvre-boîte. ».
Sur le site agrégateur de critiques Rotten Tomatoes, le film est crédité d'un score de 38 % d'avis favorables, sur la base de 32 critiques collectées, et d’une note moyenne de 5,40/10 ; le consensus du site indique : « Bien que richement conçu et débordant d'idées ambitieuses, [Le Trou noir] sonde les profondeurs de l'espace avec une histoire sans excitation et un mélodrame à l'eau de rose ». Sur Metacritic, le film obtient une note moyenne pondérée de 52 sur 100, sur la base de 12 critiques collectées.

## Suite de l'exploitation

### Absence de suite et projet de remake du film
Lors de la sortie du film, Peter Ellenshaw indique qu'il ne pense pas à la possibilité d'une suite pour Le Trou noir ou un autre film de science-fiction qu'il considère alors comme son chant du cygne. De même, Gary Nelson ne se dit pas intéressé par une suite, un seul film suffit. Il ajoute que depuis 1977 personne n'en parle et que même s'ils trouvent une suite malgré la mort de tout le monde, la suite risque d'être financièrement folle.
Durant la décennie 1970 plusieurs projets d'attractions liés à des films sont envisagés mais les mauvais résultats des films en questions mettent un terme à ces projets. David Koenig évoque Robin des Bois (1973), L'Île sur le toit du monde (1974), Le Trou noir mais aussi Tron (1982). Pour Le Trou noir, Tony Baxter explique que Disneyland est un lieu où réside les mythes américains et ne peut pas contenir un film dont seuls les parents se souviennent, comme le serait un parc sur le bal musette.
Le personnage de V.I.N.CENT est évoqué dans le jeu Epic Mickey : Le Retour des héros (2012) au travers d'un Blotworx (un personnage hybride) ayant la tête du robot.
En novembre 2009, un projet de remake du film est révélé avec la nomination du réalisateur Joseph Kosinski, qui venait de finir Tron : L'Héritage (2010) et du producteur Sean Bailey. En avril 2013, le scénariste Jon Spaihts auteur de la préquelle d'Alien Prometheus (2012) est rattaché au projet.
En 2016, Disney annonce que le projet de remake est suspendu car le scénario de Spaihts est « trop sombre pour un film Disney » ce à quoi Spaihts déclare :

« Le Trou noir est une expérience incroyable. C'était l'un de ces films sur lesquels j'étais coincé jusqu'à ce que je me lance, et tout à coup, ça a commencé à venir. J'ai adoré ce scénario. Il se situe dans le monde de Disney mais c'est un malaise comme une épopée sombre, alors que Disney est un endroit très coloré. Ils ont déjà plusieurs grandes épopées spatiales en cours, donc je ne sais pas comment ou si cela trouvera son chemin vers la lumière du jour, mais j'ai bien sûr écrit un sacré film et j'étais ravi de le faire. C'était très fidèle à l'original mais en tout point de vue aussi intelligent que ce premier film était idiot, du moins je l'espère. »

En mars 2018, Emily Carmichael est annoncé au scénario du film mais aussi de Pacific Rim et Jurassic World 3.

### Sorties vidéos
- Avril 1988 : VHS avec format 4/3 ;
- Septembre 1997 : VHS avec format 4/3.

Le film est sorti en DVD en France le 8 janvier 2003 avec des sous-titres français, anglais et néerlandais mais sans aucun supplément. Malgré l'enregistrement numérique initial, Walt Disney Records n'a édité une bande originale sur CD qu'en 2011.
En Septembre 2019 le film fait partie des productions disponibles en vidéo à la demande sur la plateforme Disney+ alors en phase de test aux Pays-Bas avant son lancement aux États-Unis le 12 novembre 2019.

## Distinctions
- Oscars 1980 :
  - nomination à l'Oscar de la meilleure photographie pour Frank V. Philips ;
  - nomination à l'Oscar des meilleurs effets visuels pour Peter Ellenshaw, Art Cruickshank, Eustace Lycett, Danny Lee, Harrison Ellenshaw et Joe Hale.
- Saturn Awards 1980 :
  - nomination au Saturn Award du meilleur film de science-fiction ;
  - nomination au Saturn Award de la Meilleure musique pour John Barry ;
  - nomination au Saturn Award des Meilleurs effets spéciaux pour Peter Ellenshaw ;
  - nomination au Saturn Award du Meilleur scénariste pour Jeb Rosebrook, Gerry Day.
- Prix Hugo 1980 : nomination pour la meilleure dramaturgie.

## Analyse
Carl Sagan écrit dans Mediascene Prevue en septembre 1979 que le film est une réponse à l'un des mystères de l'astro-science. C'est un projet pionnier tant au niveau de la production que de la commercialisation du film pour l'entreprise cinquantenaire plus habituée dans les projets à destination des jeunes. Une des conséquences est l'absence à l'écran d'enfants ou d'animaux même si un projet préliminaire en incluait. Gary Nelson indique à Jim Steranko que ce projet prévoyait un jeune garçon avec une casquette de baseball et un chien. Une autre conséquence est un scénario plus violent mais logique pour un film pour un public plus adulte. Pour Sagan, l'absence du logo Disney à côté du titre est une décision radicale mais encore sujette à discussion lors de l'écriture de l'article.
Paul Sammon indique avoir passé sept mois au côté des membres du studio pour rédiger le dossier paru dans Cinefantastique. Sammon compare le film à un Vingt Mille Lieues sous les mers (1954) sur le thème de la science-fiction et en raison de certains éléments génériques mais l'adaptation de Jules Verne est catégorisée comme de la « fantaisie victorienne », courant rattaché plus tard au steampunk. Sagan développe aussi le parallèle entre Le Trou noir et Vingt Mille Lieues sous les mers en expliquant que les acteurs ont aidé à donner une respectabilité aux films mais aussi le choix d'un réalisateur externe au studio. De même, il liste les nombreux membres de l'équipe oscarisés ou primés. En plus des acteurs et de l'équipe des effets spéciaux, il y a aussi Bill Thomas à la conception des costumes, primé pour Spartacus (1960) et John B. Mansbridge à la direction artistique. Durant ses entretiens avec les membres du studio dont le réalisateur Gary Nelson et les Ellenshaw, aucun des membres n'a évoqué les sept dernières minutes du film qui concernent l'action dans le trou noir, un secret aussi bien gardé que celui des extraterrestres de Rencontres du troisième type (1977) de Steven Spielberg. Nelson explique que le film était plus du genre action/aventure et non un film Disney typique, même s'il reste destiné à toute la famille à l'image Vingt Mille Lieues sous les mers (1954). Sammon compare aussi le film à d'autres productions Disney de science-fiction comme Un pilote dans la Lune (1962) mais ce dernier se déroule aux prémices de l'âge de l'espace et possède un scénario proches des sitcoms.
Sammon explique que le destin des réalisateurs chez Disney est un peu particulier car le nom du studio, et de son fondateur même 15 ans après sa mort, est prédominent avec le bandeau A Walt Disney Production (« Une production Walt Disney ») au début du générique. Il donne l'exemple de Robert Stevenson peu reconnu malgré la réalisation de classiques comme Mary Poppins (1964) ou L'Apprentie sorcière (1971). Mais sa présence aux côtés des membres du studio l'incite à dire qu'ils ont produit « le meilleur, le dernier mot absolu, en matière de fantaisie et de science-fiction de qualité ». Ce type de production, tout comme Le Dernier Vol de l'arche de Noé et Taram et le Chaudron magique, encore en production, reflète selon Sammon un changement d'attitude, un désir nouveau pour sortir du format enfantin.
David Mattingly considère que le scénario et le film ont un ton hitlérien principalement en raison des propos d'Hans Reinhardt sur le fait que « seul, un homme seul peut accomplir son plein potentiel ». Mattingly précise que malgré l'attribution de ces propos à Goethe, c'est en réalité Adolf Hitler qui les a prononcé. Il ajoute que l'équipage du Cygnus transformé en humanoïdes, est proche d'un système inhumain d'automates, prôné selon lui par les nazis.
Nelson ajoute que l'absence de décor intérieur est un parti pris pour les rendre « irréellement colorés ». Cela amène à ce que tout élément a une fonction et non d'être juste des lumières ou des boutons pour attirer l'œil des enfants comme de potentiels jouets. À l'instar du tournage de Star Trek, celui du Trou noir est objet de vols, dont deux peintures matte painting de Peter Ellenshaw, ou des lasers, avant même le tournage. Par la suite, les objets sont mis sous clé.
John Culhane explique dans le New York Times qu'à l'époque de la sortie du film, il y a trois types d'animation numérique. La première est une image de synthèse générée par un ordinateur principal des grilles, utilisée dans La Guerre des étoiles (1977) pour l'étoile de la mort ou le trou noir du film de Disney mais qui nécessite un codage dans un langage informatique spécifique. L'image générée une par une est projetée sur un écran (des tubes cathodiques à l'époque) qui est à son tour filmé. La seconde méthode est l'interpolation numérique, avec un animateur qui dessine des images clés et l'ordinateur complète avec les images, le métier d'intervalliste. La troisième méthode que Culhane nomme « synthèse analogique, » repose sur un technicien qui modifie une image existante et est utilisée pour les publicités ou les génériques à la télévision, c'est de la retouche numérique. Culhane prédit la sortie prochaine d'un long métrage totalement en image de synthèse et.
Pour Mark Arnold, des productions comme L'Île sur le toit du monde (1974) ou Le Trou noir ont tué Walt Disney Productions dans sa forme d'alors. Arnold indique que l'équipe chargée du Trou noir a travaillé sur d'autres productions du studio à l'époque mais s'est surpassée pour celle-ci. Finalement le film n'est pas si bien que cela et Mark Arnold le considère comme une simple déclinaison spatiale du film Vingt Mille Lieues sous les mers (1954) qui aurait pu être meilleure. Le problème du film pour Arnold est au niveau des robots et il compare le travail sur ce film à celui de Star Wars, épisode I : La Menace fantôme (1999). Il explique que pour les robots comme pour Jar Jar Binks, le film pourrait être décent et regardable si on supprime ces éléments. Un autre gros problème concerne la scène finale avec l'analogie ange et démon, thème éculé et très déroutante. Arnold écrit qu'il a visionné le film de nombreuses fois pour essayer de comprendre la fin mais reste déconcerté par des images comme une scène de sexe entre le docteur Reinhardt et le robot Maximilian ou les effets boiteux lors du passage dans le trou noir. Il a questionné Harrison Ellenshaw qui ne comprend pas non plus cette fin. Le fait que la production n'avait pas défini de fin, se ressent. Arnold écrit que comme pour la fin de Les Yeux de la forêt (1980) alors en production, l'équipe du studio ne savait pas comment mettre une fin au film. Arnold écrit que « si vous prenez la décision de passer au travers du trou noir vous devez montrer quelque chose et cela doit être excitant, et ici ce n'est clairement pas le cas. Les autres films avec des trous noirs ont des fins différentes dans lesquels on entre dans un univers parallèle ». La scène du rocher dans Les Aventuriers de l'arche perdue (1981) est pour Mark Arnold une réminiscence de la scène du météore.
En 2019 pour les quarante ans du film, Gary Nelson revient pour le The Hollywood Reporter sur le film avec Joseph Bottoms et Robert Forster. Ils partagent l'avis de Mark Arnold sur la version spatiale de Vingt Mille Lieues sous les mers avec « un mélange inégal de drame gothique, d'aventure pour enfants, de dialogues et de personnages maladroits, de conceptions de robots cool mais sans inspiration et des fusées rétros au milieu d'une palette très colorée, d'une partition de John Barry merveilleusement morose et d'effets visuels spectaculaires grâce à des techniques d'animation emblématiques et ingénieuses. » Le film possède « malgré une campagne associant le divertissement traditionnel du studio Disney, une atmosphère sérieuse de terreur et d'obscurité, surmontée d'une fin inattendue et hallucinante. » Nelson rappelle que c'est à l'initiative de Ron Miller, que le studio s'oriente dans des productions innovantes comme Le Trou noir ou Tron (1982) ou la création d'un label plus adulte, Touchstone Pictures avec Splash (1984). De plus l'entreprise entame la création d'une chaîne de télévision Disney Channel.